# Forntida Egypten
Det forntida Egypten (även forna Egypten, forntidens Egypten med mera) var en civilisation i nordöstra Afrika med centrum längs floden Nilen i det som i dag är den moderna staten Egypten. Den egyptiska civilisationen uppstod runt 3150 f.Kr. (enligt dagens vedertagna egyptologiska kronologi) genom att Övre Egypten och Nedre Egypten enades under den förste faraon Narmer. Egyptens forntida historia är indelad i en följd av förhållandevis stabila "kungariken" åtskilda av mer instabila perioder som kallas "mellantider": Gamla riket under äldre bronsålder, Mellersta riket och Nya riket under yngre bronsålder. Egypten nådde sin storhetstid under det Nya riket under elva faraoner som samtliga gick under namnet Ramses och upplevde därefter en gradvis nedgång. Egypten blev invaderat flera gånger under den så kallade sentiden. Efter den sista erövringen, som leddes av Alexander den store, grundade en av Alexanders generaler, Ptolemaios I Soter, den ptolemeiska dynastin som styrde Egypten fram till 30 f.Kr. då det erövrades av Rom och införlivades i det romerska riket som en provins.
Den egyptiska civilisationen var mycket långlivad, något som var möjligt tack vare dess förmåga att anpassa sig till förhållandena i Nildalen. De årligt återkommande översvämningarna av Nilen och välorganiserad konstbevattning av den bördiga dalen gav en mängd olika grödor, något som gjorde social och kulturell utveckling möjlig. Regelbundna rika skördar gjorde att de forntida egyptierna kunde ägna sig åt att utvinna mineraler i Nildalen och de omgivande ökenområdena, utveckla det hieroglyfiska skriftspråket, utöva omfattande handel med kringliggande regioner och bygga upp en slagkraftig militärmakt. De som övervakade och organiserade dessa åtaganden var en byråkratisk elit av skrivare, religiösa ledare och administratörer. Dessa lydde under farao som säkerställde samverkan och enighet för egyptierna genom ett komplext system av religiösa föreställningar.
De forntida egyptierna verkade inom en rad olika områden. De utvecklade stenbrytning, lantmäteri och byggteknik som ledde till uppförandet av monumentala pyramider, tempel och obelisker. De utvecklade även en egen matematik, en effektiv medicinsk läkekonst, bevattningsanläggningar, teknik för jordbruket och de första kända fartygen. Från egyptierna kommer också egyptisk fajans och glas, litteratur och historiens första nedtecknade fredsfördrag. Det forntida Egypten lämnade efter sig ett bestående socialt och kulturellt arv. Dess konst och arkitektur kopierades av många andra civilisationer och dess konstföremål spreds över stora delar av världen. De monumentala ruinerna har inspirerat resenärer, upptäcktsresanden och författare i århundraden. Under tidigmodern tid ökade uppskattningen av Egyptens historiska arv genom antikviteter och arkeologiska utgrävningar. Det ledde också till utvecklingen av den moderna egyptologin, den vetenskapliga läran om det forntida Egypten.

## Historia
Floden Nilen har möjliggjort liv och mänskliga samhällen i Nildalen under en stor del av mänsklighetens historia. Dess bördiga flodslätt gjorde det möjligt att utveckla en fast jordbruksekonomi och en avancerad, centraliserad civilisation. Nomadiska jägare-samlare bosatte sig i Nildalen i slutet av pleistocen för ungefär 120 000 år sedan. Under senare delen av äldre stenåldern blev klimatet i Nordafrika varmare och torrare och koncentrerade mänskliga populationer till själva Nildalen.
Egyptens historia och kultur indelas i tre "riken" med mellanliggande tidsperioder. Till detta tillkommer 30 dynastier ordnade efter de styrande härskarfamiljerna, vilka delvis överlappar varandra. Kronologi och regentlängder för faraonerna tas upp i artikeln Egyptens härskare.

### Fördynastisk tid
Huvudartikel: Fördynastisk tid

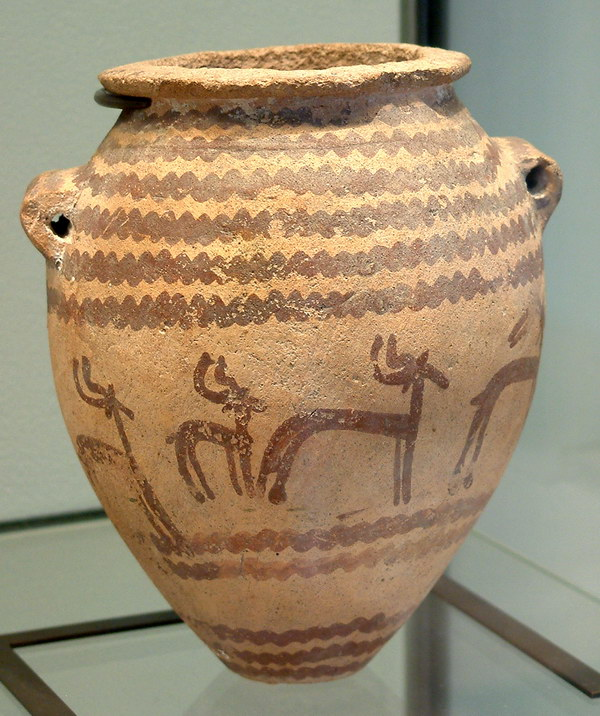
En typisk Gerzeh-kruka från fördynastisk tid med dekor som föreställer gaseller.

Under fördynastisk tid och de tidiga dynastierna var klimatet i Egypten inte lika torrt som det är idag. Stora delar av Egypten bestod av trädbeväxt savann där olika hovdjur levde i stora hjordar; växtligheten var frodigare och djurlivet rikare. I Nildalen fanns också en stor population av olika vattenfåglar. De tidiga egyptierna livnärde sig delvis på jakt och det var också under den här perioden som många djurarter tämjdes för första gången.
Runt 5500 f. Kr. hade de små stammarna kring Nildalen utvecklat stabila jordbrukskulturer som också ägnade sig åt djurskötsel. De utvecklade en säregen estetik för keramik och föremål som kammar, armband och dekorativa pärlor. Den största av dessa kulturer i södra Egypten var badarikulturen som är känd för keramik av hög kvalitet, stenverktyg och bruk av koppar. I norra Egypten följdes badarikulturen av amratian- och gerzeankulturerna, som också var först med flera teknologiska innovationer. Från Gerzian finns också bevis för kontakt med Kanaan och Byblos.
I södra Egypten bredde naqadakulturen ut sig i Nilområdet kring 4000 f. Kr. och delade många drag med badarikulturen. Redan under denna tid importerades obsidian, vulkaniskt glas, från Etiopien och användes för att tillverka skärverktyg och andra föremål. Under spannet av cirka 1 000 år utvecklades naqadakulturen från en grupp småskaliga jordbrukssamhällen till en mäktig civilisation med envåldshärskare som hade omfattande kontroll över befolkningen och resurserna i Nildalen. De etablerade maktcentra i Hierakonpolis och senare i Abydos och utökade sitt territorium norrut utmed Nildeltat. Naqadakulturen bedrev även handel med Nubien i söder, oaserna i Libyska öknen västerut och kulturerna vid östra Medelhavet. Nubiska kungagravar vid Qustul fylldes med föremål som bär de tidigaste kända exemplen på egyptiska dynastiska symboler, bland annat Egyptens vita krona och falken.
Naqadakulturen tillverkade föremål som speglade elitens makt och rikedom, men även föremål för vardagsbruk för de lägre samhällsklasserna, som kammar, statyetter, målad keramik, dekorativa stenvaser av hög kvalitet, kosmetika samt smycken av guld, lapis lazuli och elfenben. Naqadiska hantverkare uppfann även en keramisk glasyr som kallas egyptisk fajans som användes långt in i den romerska eran som dekor för koppar, amuletter och figuriner. Under den sista fördynastiska perioden började naqadakulturen att använda skrivna symboler som efter hand utvecklades till det fullt utvecklade skriftspråk som kallas hieroglyfer, det fornegyptiska språkets skriftsystem.

### Tidig dynastisk tid (cirka 3050–2686 f.Kr.)

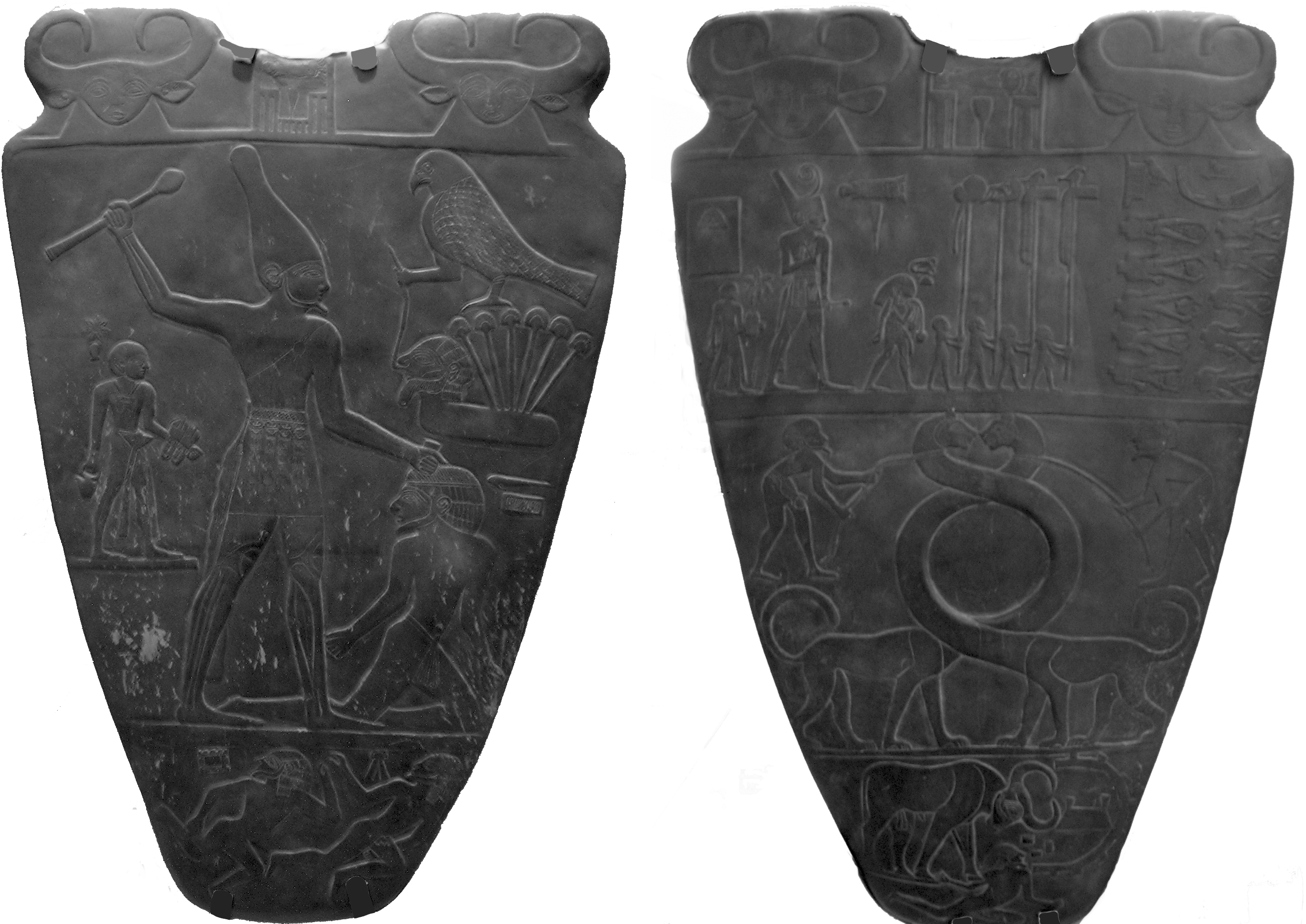
Narmerpaletten avbildar enandet av de två egyptiska kungarikena till ett.

Huvudartikel: Tidig dynastisk tid
Under 200-talet f. Kr. sammanställde den egyptiske prästen Manetho en lista över alla faraoner som regerat från Menes fram till hans egen tid och grupperade dem i 30 dynastier, det system som används än idag. Han började kungalängden med Meni (Menes på grekiska) som tros ha varit den som enade de två kungarikena i övre Egypten och nedre Egypten i slutet av 3000-talet f. Kr. Enandet skedde däremot mer gradvis än vad forntida egyptiska krönikörer beskrev det, och det finns inga samtida historiska källor som beskriver Menes. Vissa historiker anser idag att Menes egentligen var farao Narmer som avbildades som kung på den ceremoniella Narmerpaletten, en dekorativ stentavla som visar hur den förste farao symboliskt enar de två rikena.
Under fördynastisk tid från cirka 3150 f. Kr. befäste de första faraonerna sin kontroll över norra Egypten genom att grunda en huvudstad vid Memfis. Från denna maktbas kunde de utöva kontroll över befolkningen, deras arbetsstyrka, och jordbruket i det bördiga floddeltat samt de lönsamma och viktiga handelsvägarna till Levanten. Faraonernas ökande makt och rikedomar under den tidiga dynastiska perioden speglades i de rika gravarna av mastaba-typ och gravkultbyggnaderna vid Abydos som var till för att upphöja faraonerna till gudastatus efter döden. Kungamakten utvecklades till en bestående och stark institution under de tidiga faraonerna och gav legitimitet åt det centraliserade styret över jordbruksmark, arbetskraft och resurser som lade grunden till Egyptens överlevnad och tillväxt.

### Gamla riket (2686–2181 f.Kr.)
Huvudartikel: Gamla riket

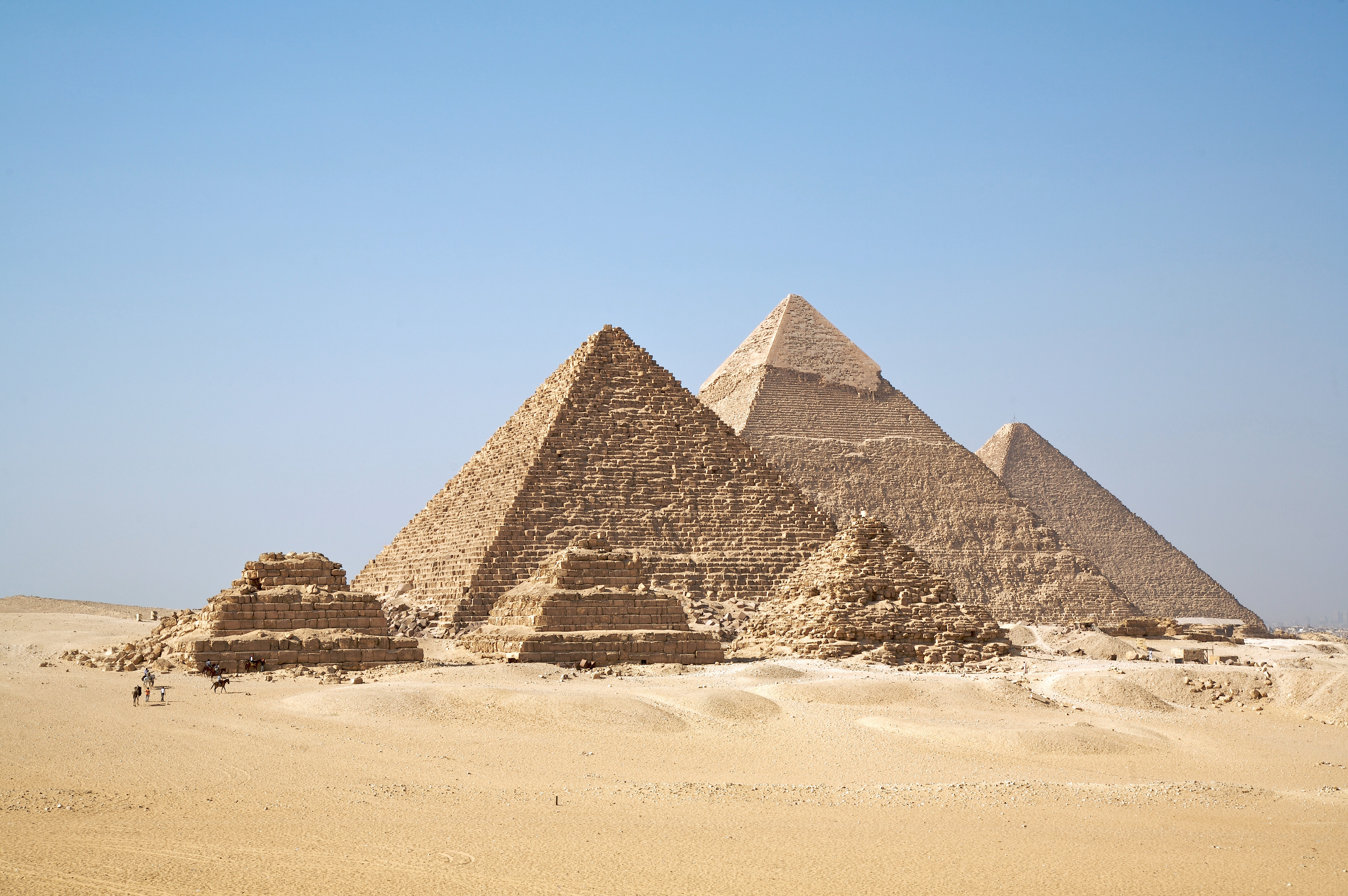
Pyramiderna i Giza.

Under det Gamla riket gjordes stora framsteg inom arkitektur, konst och teknologi. Detta var till stor del en följd av att produktiviteten inom jordbruket ökade med hjälp av en välutvecklad, centraliserad byråkrati. Många av det forntida Egyptens största bedrifter, Gizaplatån och sfinxen i Giza, byggdes under Gamla riket. Under ledning av en ’’tjati’’, den högste tjänstemannen i riket, samlade staten in skatter, samordnade konstbevattning, kommenderade ut arbetskraft till byggnadsprojekt och grundade ett rättssystem för att upprätthålla fred och ordning.

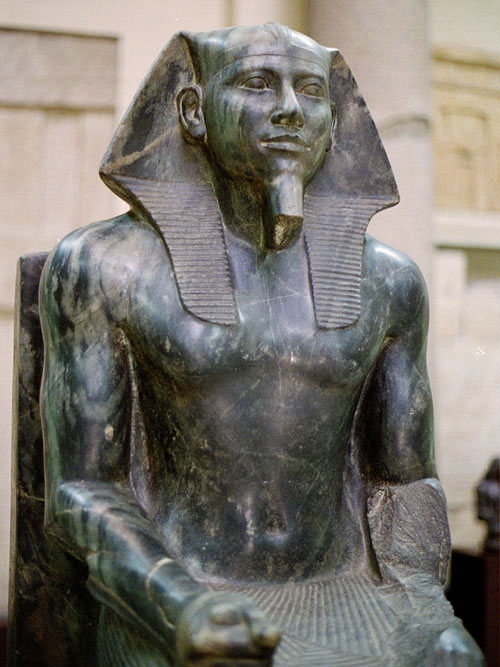
Farao Chefrens gravstaty från cirka 2570 f. Kr.

Med framväxten av en statlig administration uppstod en ny klass av skrivare och tjänstemän som tilldelades mark av farao som betalning för sina tjänster. Faraoner tilldelade även lantegendomar till dödskulter och tempel som betalning för att de skulle dyrka och tillbe honom efter döden. Forskare anser att efter fem århundraden av frikostiga donationer undergrävdes faraonernas ekonomiska makt och ledde till att de inte längre kunde upprätthålla centralmakten. I takt med att faraonernas makt minskade började regionala guvernörer, nomarker, att utmana det centraliserade enväldet. Maktskiftet och en lång och svår period av torka som varade cirka 2200–2150 f. Kr. anses ha kastat Egypten in i en period 140 år av svält och interna konflikter som kallas första mellantiden, en period av kulturell och ekonomisk nedgång.

### Första mellantiden (2181–1991 f.Kr.)
Huvudartikel: Första mellantiden
Efter att centralmakten i Egypten kollapsade i slutet av det Gamla riket kunde administrationen inte längre upprätthålla en stabil ekonomi. Regionala guvernörer fick inget stöd av farao för att motverka kriser. Matbrist och politiska konflikter förvärrades och ledde till svält och lokala stridigheter. Trots motgångarna lyckades lokala ledare som blivit fria från sin beroendeställning gentemot farao agera självständigt och utveckla framgångsrika samhällen inom sina provinser. Det lokala självstyret ledde till att provinserna fick direkt kontroll över mer resurser och därmed rikare, något som ledde till större och rikare gravar inom samtliga sociala klasser. Lokala hantverkare började använda sig av motiv som tidigare varit förbehållna den kungliga familjen inom Gamla riket. Samtidigt utvecklade skrivare en litteratur som uttryckte den optimism och originalitet som kännetecknade den första mellantiden.
De självständiga lokala härskarna började snart att konkurrera med varandra om landområden och politisk makt. Runt 2160 f. Kr. hade härskare i Herakleopolis tagit kontroll över norra Egypten, medan den rivaliserande Intefklanen i Thebe härskade i södra Egypten. Intefklanen började gradvis öka sitt inflytande norrut och kom då i direkt konflikt med Herakleopolis. Runt 2055 f. Kr. besegrade en styrka ledd av Mentuhotep II härskarna i Herakleopolis och enade återigen Egypten. Därmed inleddes en ny period av ekonomisk och kulturell blomstring som kallas Mellersta riket.

### Mellersta riket (2134–1690 f.Kr.)
Huvudartikel: Mellersta riket

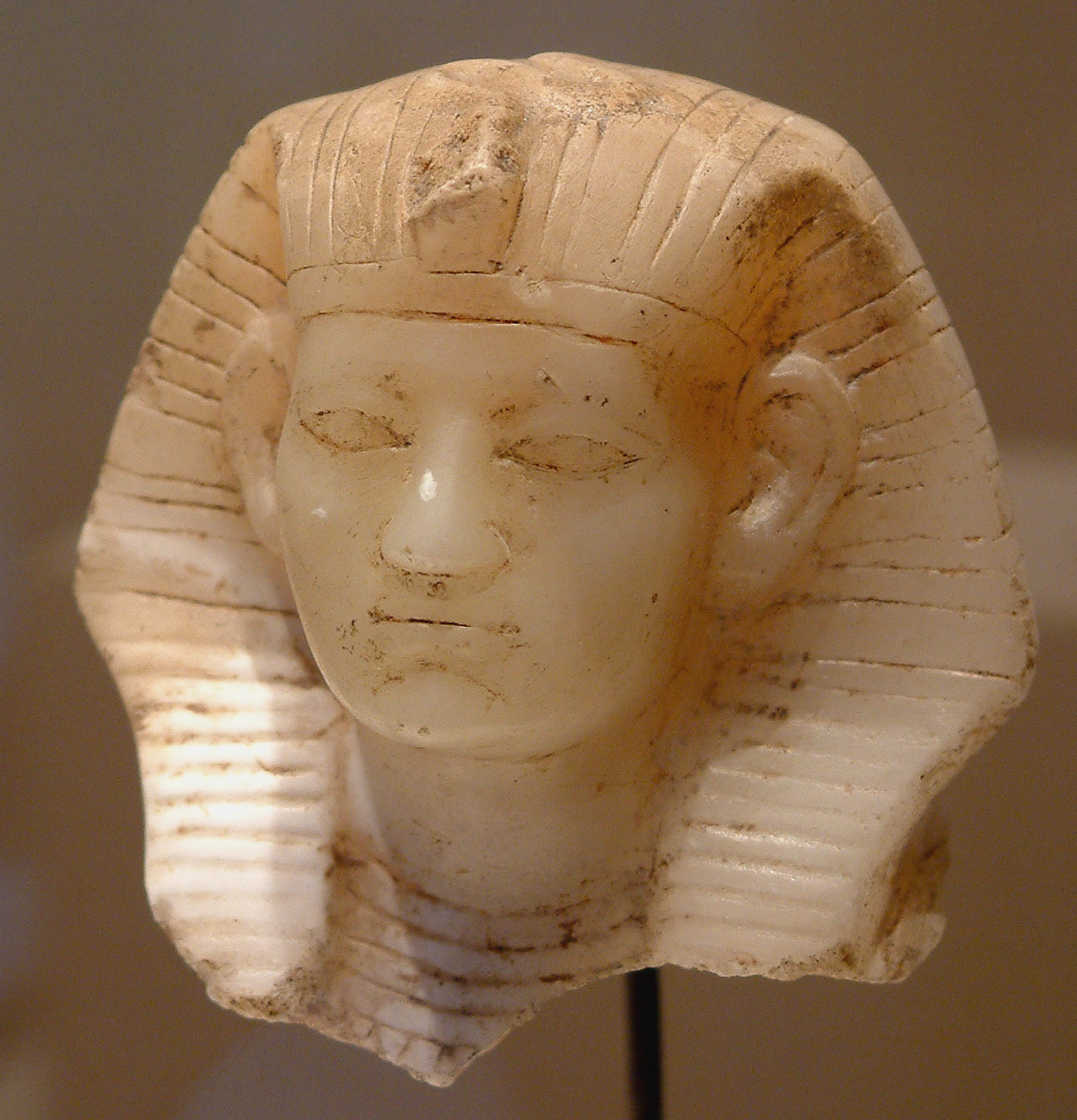
Amenemhet III, den siste store härskaren under Mellersta riket.

Faraonerna under Mellersta riket återupprättade välstånd och stabilitet i Egypten, och stimulerade till en utveckling av konst, litteratur och monumentala byggnadsprojekt. Mentuhotep II och hans tronföljare inom den elfte dynastin regerade från Thebe, men huvudstaden flyttades runt 1985 f. Kr. av Amenemhet I (tolfte dynastin) till Itjtawy i Fayoumoasen. Från Itjtawy ledde den tolfte dynastins faraoner det långsiktiga arbetet med att skapa ny åkermark och organisera konstbevattningsprojekt för att öka jordbruksproduktionen. Den tolfte dynastins härskare erövrade även områden i Nubien, en region med många stenbrott och guldgruvor, och byggde fästningar i östra Nildeltat för att försvara sig mot yttre fiender.
Med stabil militär och politisk kontroll över omfattande resurser i form av åkermark och mineraltillgångar blomstrade Egyptens befolkning, konst och religion. Den religiösa elitism som rådde under Gamla riket förändrades och inställningen till gudarna i det Mellersta riket blev mer inriktat på personliga uttryck av fromhet. Det innebar en sorts "demokratisering" av efterlivet som innebar att alla människor ansågs ha en själ och att de var välkomna i gudarnas sällskap i livet efter döden. Litteraturen under Mellersta riket byggde på sofistikerade teman och personligheter som skildrades med en säker och uttrycksfull stil. Relief- och porträttskulpturer fick också mer förfinade detaljer och det utvecklades en grad av teknisk skicklighet som inte funnits tidigare.
Den sista stora härskaren under Mellersta riket, Amenemhet III, lät folk från de asiatiska grannområdena bosätta sig i Nildeltat för att täcka behovet av arbetskraft som krävdes inom gruvnäringen och de stora byggnadsprojekten. Byggandet och gruvverksamheten i kombination med en period med otillräckliga årliga översvämningar av Nilen överansträngde med tiden ekonomin och ledde in i Andra mellantiden under 13:e och 14:e dynastierna. Under denna nedgång började de asiatiska nybyggarna att ta kontroll först över Nildeltat, sedan hela Egypten under benämningen hyksos.

### Andra mellantiden (1674–1549 f.Kr.) och Hyksos

Det forntida Egyptens största geografiska utbredning; 1400-talet f. Kr.

Huvudartikel: Andra mellantiden
Cirka 1785 f. Kr. tog semitiska folk från Kanaan över makten från de försvagade inhemska faraonerna och tvingade den centrala administrationen att dra sig tillbaka till Thebe. Farao reducerades till en vasall som förväntades betala tribut till de nya härskarna. De nya utländska härskarna kallades hyksos av egyptierna och behöll stora delar av den administrativa strukturen, framställde sig själva som de nya faraonerna och anammade egyptisk kultur. Hyksos använde kanaanitiska namn, bland annat efter semitiska gudar som Anath eller Ba'al. De semitiska erövrarna införde nya verktyg och uppfinningar i Egypten, bland annat kompositpilbågen och hästdragna stridsvagnar.
Efter reträtten till Thebe hamnade de infödda egyptiska faraonerna i en svår situation, med kanaanitiska hyksos i norr och deras nubiska allierade i Kush i söder. Efter många år av vasallskap lyckades faraonerna i Thebe bygga upp tillräckligt stora styrkor. De gick i öppen konflikt med Hyksos under en period som varade över 30 år, fram till 1555 f. Kr. Faraonerna Seqenenre Tao II och Kamose besegrade nubierna i söder, men inte hyksos i norr. Det blev istället Kamoses efterföljare, Ahmose I, som efter en längre tids krig lyckades utplåna Hyksos som maktfaktor i Egypten. Den nya period som följde kallas Nya riket, en period då militärmakt blev en central prioritering för faraoner som önskade flytta fram Egyptens gränser och utöka dess makt i regionen.

### Nya riket (1549–1069 f.Kr.)
Huvudartikel: Nya riket
Nya rikets faraoner grundlade en period av oöverträffad utveckling genom att säkra Egyptens gränser och stärka diplomatiska förbindelser med sina grannar. De fälttåg som leddes av Thutmosis I och hans sonson Thutmosis III utökade faraonernas inflytande till kungariket Niya i nordvästra Syrien, och upp till Nilens fjärde katarakt (stora vattenfall) i Nubien. De säkrade därmed importen av viktiga råvaror som brons och trä. Nya rikets faraoner skapade omfattande byggnadsverk för att ära guden Amon med kultcentrum i Karnak vid Thebe. De byggde monument för att hylla sina egna gärningar, både faktiska och upplevda. Bland annat använde den kvinnliga faraonen Hatshepsut den typen av propaganda för att legitimera sina anspråk på kungamakten. Hatshepsuts framgångsrika styre omfattade handelsexpeditioner till Punt vid Röda havet samt byggandet av ett elegant gravtempel, kolossala obelisker och ett kapell i Karnak. Trots hennes framgångar gjorde hennes adoptivson Thutmosis III allt för att utplåna spåren av hennes gärningar under senare delen av sitt styre, möjligtvis som hämnd för att hon tidigare lade beslag på hans rättmätiga anspråk till kungamakten.

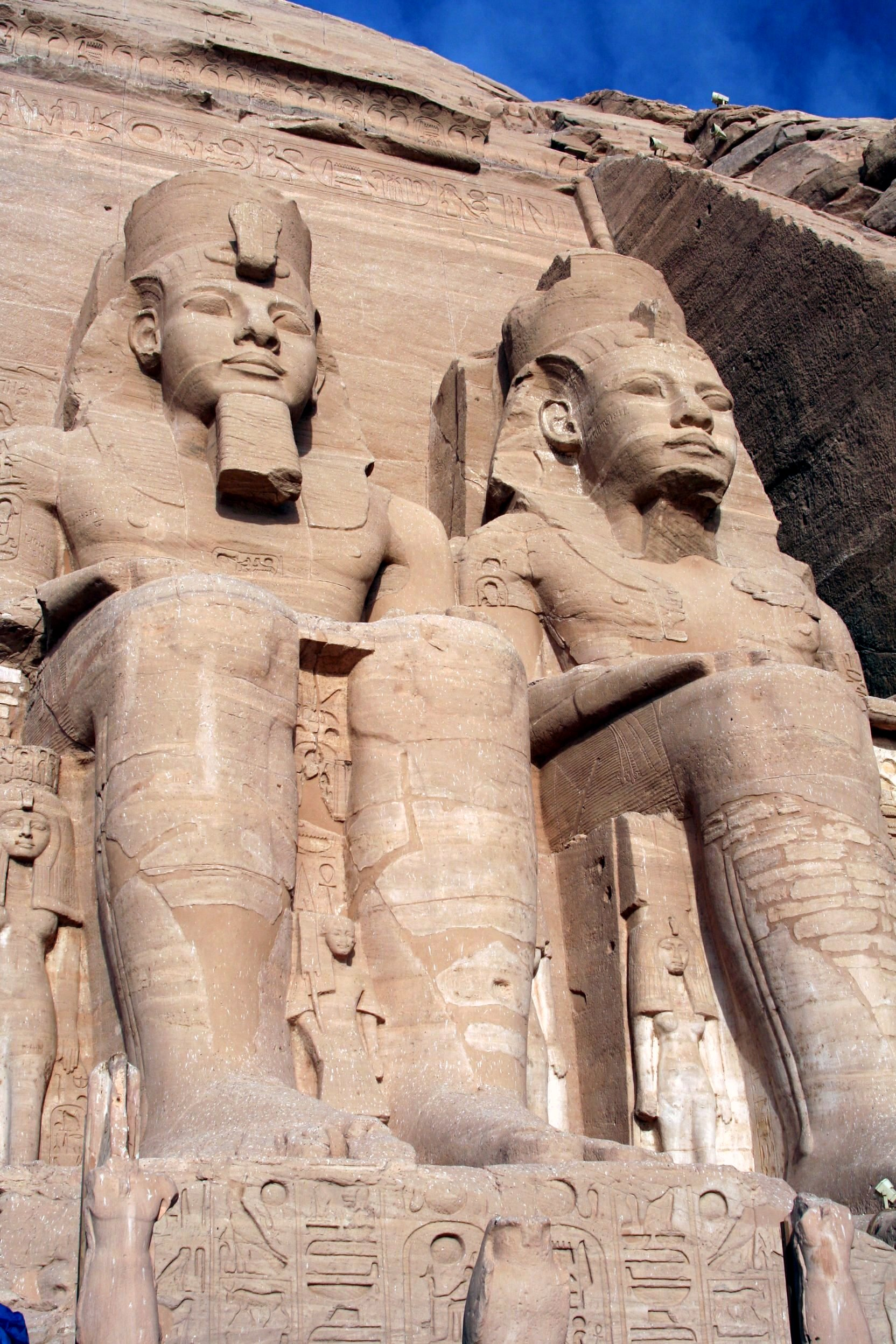
Kolossala statyer av Ramses II vid ingången till templet i Abu Simbel.

Runt 1350 f. Kr. hotades stabiliteten i Nya riket när Amenhotep IV blev farao och inledde en serie av radikala och kaotiska reformer. Han bytte namn till Akhenaten och framhävde den tidigare rätt okända solguden Aton som den enda sanna guden, förtryckte dyrkan av andra gudar och gick till direkt angrepp mot prästernas makt i det egyptiska samhället. Han flyttade huvudstaden till den nya staden Akhetaton (dagens Amarna) och bortsåg från utvecklingen i grannområdet där hettiter, mittanier och assyrier slogs om makten. I stället gick han helt upp i sin nya radikala religion och dess säregna konstuttryck. Efter Akhenatons död övergavs snabbt kulten kring solguden Aton. Akhenatons efterföljare, Tutankhamon, Ay och Horemheb försökte i möjlig mån utplåna minnet av Akhenatons hädelser, en period som numera är känd som amarnaperioden.
Ramses II, även känd som Ramses den store, blev farao cirka 1279 f. Kr. Han byggde fler tempel, reste fler statyer och obelisker och avlade fler barn än någon farao i Egyptens historia. Ramses var en djärv militär ledare som ledde en armé mot hettiterna i slaget vid Kadesh i dagens Syrien. Egyptierna och hettiterna slogs tills ett dödläge uppstod och skrev därefter på världshistoriens första bevarade fredsfördrag år 1258 f. Kr. Egypten drog sig därefter i stort sett helt tillbaka från Levanten och överlät maktkampen i regionen till hettiterna i strid med assyrierna och de nyligen anlända frygerna. Det rika Egypten var dock ett frestande mål för anfall utifrån, särskilt av libyska berber västerut och de så kallade sjöfolken, en mäktig allians av olika folkslag som bland annat bestod av grekiska sjörövare från Egeiska havet. Till en början lyckades Egypten stå emot angreppen, men förlorade till slut kontrollen över södra Syrien och Kanaan, (ארץ כנען,  hebreiska)  till assyrier och hettiter. Effekten av anfallen från yttre fiender förvärrades av inre problem som korruption, gravplundring och social oro. De högsta prästerna vid Amons tempel i Thebe samlade på sig omfattande landområden och rikedomar och deras ökade makt ledde till en splittring av landet under den tredje mellantiden.

### Tredje mellantiden (1069–653 f.Kr.)

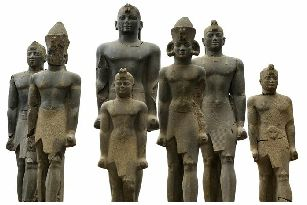
25:e dynastin.

Huvudartikel: Tredje mellantiden

Cirka 730 f. Kr. invaderade libyer västerifrån och slog sönder den politiska enheten i Egypten.

Efter Ramses XI:s död 1078 f. Kr. tog Smendes över makten i norra Egypten från staden Tanis. Södra Egypten kontrollerades av Amons överstepräster i Thebe som endast gav Smendes ett formellt erkännande, men i övrigt ansåg sig självständiga. Vid denna tid hade libyer börjat bosätta sig i västra Nildeltat och deras hövdingar hade blivit allt mer autonoma. Libyska furstar tog makten i deltat under Sheshonk I 945 f. Kr. och grundade den libyska dynastin som regerade från Bubastis i cirka 200 år. Sheshonk tog även kontroll över södra Egypten genom att placera familjemedlemmar på strategiska positioner inom prästerskapet. Det libyska styret försvagades i och med att en rivaliserande dynasti kom till makten i deltat runt Leontopolis, och samtidigt ökade hotet från Kush i söder.
Efter flera årtusenden av handel, kulturutbyte, ockupation, assimilation och krig med Egypten invaderade den kushitiske kungen Pije Egypten cirka 727 f. Kr. från huvudstaden Napata. Piye tog snabbt kontroll först över Thebe och sedan Nildeltat och lät resa en stele för att fira sin seger. Piye lade därmed grunden för den 25:e dynastins faraoner (bland annat Taharka) och enade ännu en gång norra och södra Egypten i ett rike. Det återförenade storriket i Nildalen blev större än det varit sedan Nya riket och en renässansperiod inleddes. Religion, konst och arkitektur nådde åter de höjder som de upplevt under storhetsperioderna under Gamla, Mellersta och Nya riket. Det var under den 25:e dynastin som Nildalen för första gången sedan Mellersta riket fick uppleva storskaligt byggande av pyramider, bland annat i det som idag är Sudan.
Egyptens ställning mot dess grannar försämrades däremot påtagligt mot slutet av den tredje mellanperioden. Dess allierade i södra Levanten ingick i det assyriska riket och runt 700 f. Kr. blev krig mellan de två stormakterna oundvikligt. Taharqa nådde viss framgång i att få grepp om områden i Levanten. Han räddade bland annat Jerusalem och kung Esekiel från den assyriske kungen Sennacherib, men egyptierna blev inom kort bortdrivna från regionen. Mellan 671 och 667 f. Kr. invaderade assyrierna Egypten under kung Esarhaddon. Taharqa tvingades bort av Esarhaddon och flydde tillbaka till sina hemtrakter i Nubien. Esarhaddon installerade lojala kungar och guvernörer och utvisade samtliga nubier och kushiter från Egypten. Men de nya härskarna kunde dock inte behålla makten länge. Inom två år återvände Taharqa från Nubien och återtog kontrollen över Egypten ända upp till Memfis. Esarhaddon försökte att än en gång tvinga bort Taharka, men blev sjuk och dog innan han kunde organisera en ny invasion. Tronföljaren Assurbanipal skickade en mindre styrka som tvingade ut Taharka från Memfis, och han dog två år senare. Taharqas efterföljare Tantamun besegrade Necho I, härskaren som installerades av Assurbanipal, och återtog Thebe. Assyrierna skickade då en stor armé söderut, drev Tantamani på flykt och plundrade Thebe så grundligt att staden aldrig mer lyckades återhämta sig. En inhemsk härskare, Psammetikus I, sattes på tronen som en vasall till Assurbanipal.

### Sentiden (672–332 f.Kr.)
Huvudartikel: Sentiden
Assyrierna infogade aldrig Egypten under eget styre, utan lämnade makten till vasaller som kom att bli den 26:e dynastin. Runt 653 f. Kr. lyckades Psammetikus I bryta sig loss från den assyriska överhögheten med relativt fredliga medel medan Assyrien låg i krig med Elam. Psamtik ingick en allians med Lydien och värvade grekiska legosoldater som senare rekryterades för att skapa den första egyptiska flottan.
Psamtik och hans efterträdare var noga med att upprätthålla fredliga relationer med Assyrien. Det grekiska inflytandet ökade kraftigt i och med att staden Naukratis blev centralort för den grekiska befolkningen i Nildeltat. 609 f. Kr. gick farao Necho II ut i krig mot Babylonien, Kaldeen, Medien och skyterna för att rädda Assyrien som drabbades av ett brutalt inbördeskrig och riskerade att bli invaderat av en koalition av fiender. Försöket att rädda de forna härskarna misslyckades dock. Egyptierna väntade för länge med att intervenera. Den assyriska huvudstaden Nineveh hade redan fallit och kung Sin-shar-ishkun var död när Necho II skickade sina arméer norrut.
Necho II besegrade utan svårigheter den israelitiska styrkan ledd av kung Josia, men förlorade tillsammans med sina assyriska allierade mot en koalition av babylonier, meder och skyter vid slaget vid Harran. Necho II besegrades slutgiltigt vid Karkemish i Araméen (dagens Syrien) 605 f. Kr. av den babyloniske kungen Nebukadnessar II. Egyptierna blev kvar i området under några decennier och stred om resterna av det assyriska riket i Levanten. De drevs till sist tillbaka, och Nebukadnessar lyckades till och med invadera Egypten 567 f. Kr. Kungarna i den 26:e dynastin förlade sin huvudstad vid Sais och översåg en kort men intensiv uppgång i ekonomi och kultur, men 525 f. Kr. invaderades Egypten av det mäktiga persiska riket under Kambyses II som lyckades tillfångata farao Psammetikus III vid slaget vi Pelusium. Kambyses tog sedan formellt titeln som farao, men styrde från Susa i Persien (dagens Iran) och lämnade Egypten att styras av en satrap, en lokal guvernör i det akemenidiska Persien. Under 400-talet f. Kr. utbröt en rad relativt framgångsrika lokala revolter, men Egypten som helhet blev lyckades inte driva ut de persiska härskarna.
Egypten blev tillsammans med Cypern och Fenicien (dagens Libanon) del av det sjätte satrapregionen i det akamenidiska riket. Den första perioden av persiskt styre i Egypten, den 27:e dynastin, tog slut 402 f. Kr. och 380 till 343 styrde den 30:e dynastin över Egypten, det sista inhemska egyptiska kungadynastin, fram till Nektanebos II. Det persiska styret återuppstod för en kort period under den 31:a dynastin från 343 f. Kr. men ett knappt decennium senare fick den persiske kungen Mazaces överlämna makten till makedonska greker under Alexander den store helt utan strid.

### Ptoleméerna
Efter att Alexander den store erövrade Egypten välkomnades han som en befriare. Den statliga byråkrati som grundlades av Alexanders arvtagare, ptoleméerna, byggde på en egyptisk modell med sin huvudstad i Alexandria. Staden blev ett föredöme för grekiskt styre och utvecklades till ett vida känt lärosäte och kulturcentrum med det berömda biblioteket i Alexandria som mittpunkt. Det lika berömda fyrtornet i Alexandria, ett av de ursprungliga sju underverken, visade vägen för fartyg och lockade handel till staden samtidigt som ptoleméerna uppmuntrade till kommersiell verksamhet och mycket lönsam papyrustillverkning.
Grekisk kultur ersatte inte den inhemska kulturen helt; ptoleméerna respekterade de uråldriga egyptiska traditionerna för att säkra sin popularitet hos lokalbefolkningen. De ptolemeiska härskarna byggde nya tempel i egyptisk stil, stödde kulter och framställde sig själva som faraoner. Vissa traditioner kombinerade gammalt och nytt, till exempel genom att egyptiska gudar synkretiserades till nya gudar, till exempel Serapis, samtidigt som klassisk grekisk skulpturkonst påverkade utformningen av traditionella egyptiska motiv. Trots att ptoleméerna utövade ett försiktigt styre, uppstod emellanåt kriser i form av inhemska uppror, uppslitande släktfejder och omfattande upplopp i Alexandria efter Ptolemaios IV:s död 205 f. Kr. Rom, som var beroende av spannmålsimport från det bördiga Egypten, blev snart inblandat i det politiska spelet. Återkommande uppror, schackrande politiker och hotet från Syrien gjorde situationen i landet alltför instabil, och till slut skickade Rom sina arméer för att säkra regionens lojalitet.

### Egypten under Rom

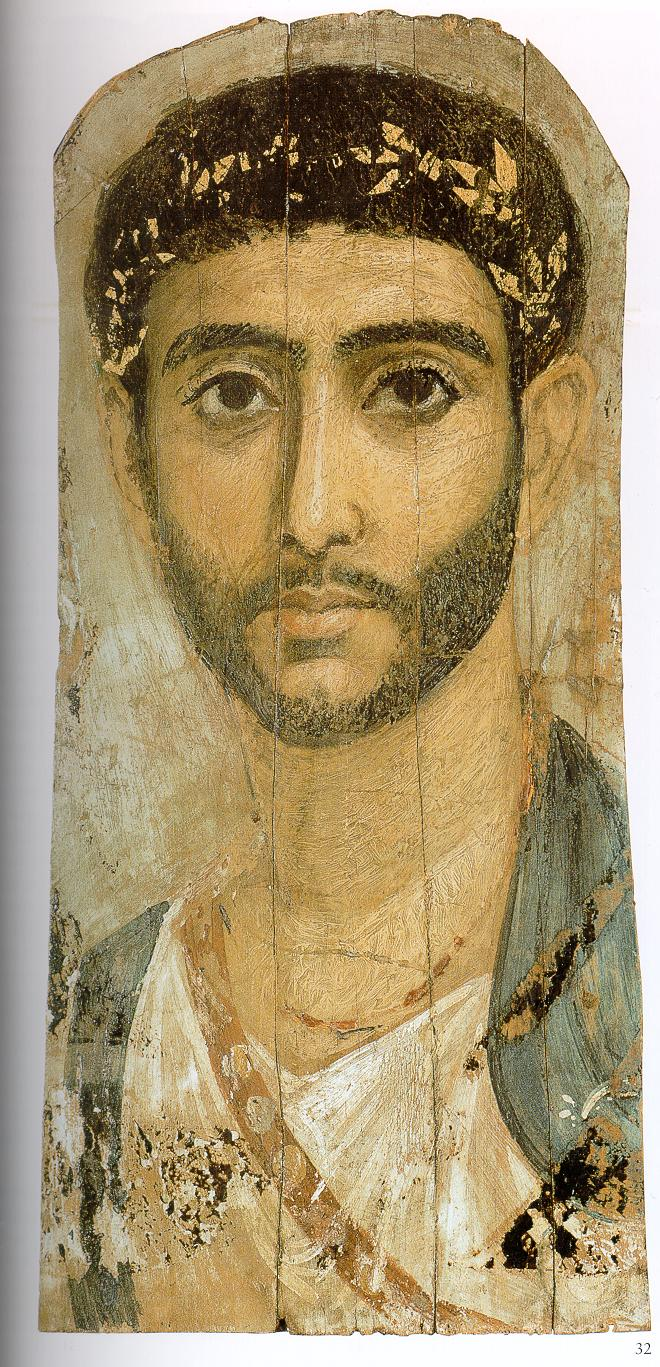
Fayyum-porträtten, ett av de mest kända exemplen på en sammansmältning av egyptisk och romersk kultur.

Egypten blev en provins i det romerska riket efter att Markus Antonius och drottning Kleopatra VII besegrades av Augustus (då Octavianus) vid sjöslaget vid Actium 30 f. Kr. Rom var starkt beroende av spannmålsimporten från Egypten och försvarade sitt grepp om provinsen ihärdigt. Under befäl av en Praefectus Aegypti utsedd direkt av kejsaren, slog den romerska armén ner uppror, övervakade insamlandet av höga skatter och försvarade landet mot de rövarband som tidigare varit ett stort problem. Alexandria blev under denna tid en allt viktigare knutpunkt för import av de lyxvaror österifrån som var hett eftertraktade i Rom.
Romarna hade inte samma respekt för egyptisk kultur som grekerna, men trots det fortlevde bruket av mumifiering och dyrkan av de inhemska gudarna. Bruket av så kallade mumieporträtt levde vidare, och en del romerska kejsare lät sig själva bli avbildade som faraoner, om än inte i samma utsträckning som de ptolemaiska härskarna. De romerska kejsarna bosatte sig aldrig i Egypten och utförde aldrig några av faraonernas traditionella ceremoniella funktioner. Den lokala administrationen formades efter romersk modell och utestängde egyptier.
Under första århundradet e.Kr. började kristendomen etablera sig i Egypten som en bland många accepterade kulter. Det var dock en kompromisslös, monoteistisk troslära som ville vinna över människor från andra religioner, något som hotade rådande religiösa traditioner. På grund av detta förföljdes kristna, en förföljelse som kulminerade med de stora utrensningarna under Diocletianus från 303, men som kristendomen överlevde. Den kristne kejsaren Theodosius införde år 391 en lag som förbjöd hedniska riter och som stängde icke-kristna tempel. I Alexandria skedde de mest omfattande upploppen mot hedningar och många privata och offentliga avbilder av gudar förstördes. Egyptens hedniska kultur började därför förfalla. Lokalbefolkningen fortsatte att tala egyptiska, men kunskapen om skriftspråket glömdes bort i och med att det traditionella egyptiska prästerskapet försvann. De tempelinstitutioner som funnits omvandlades ibland till kristna kyrkor, eller övergavs för att gradvis slukas av öknen.
Under 300-talet delades det romerska riket i två halvor med Egypten i den östra halvan, det som kom att kallas det Bysantinska riket. Östrom blev alltmer influerat av asiatisk kultur och kopplingarna till den äldre grekisk-romerska kulturen. Det grekiska systemet för lokalstyre försvann helt under den här perioden. De sasanidiska perserna intog Egypten en kort period år 618 under kung Khosrow II, men kastades tio år senare ut under ledning av den bysantinske kejsaren Herakleios.

### Muslimska erövringen
Efter profeten Muhammeds död 632 skickade kalif Omar, Muhammeds arvtagare, en arabisk armé på 4000 man under ledning av Amr ibn al-As för att sprida islam västerut. Den arabiska styrkan gick in i Egypten i december 639 och avancerade snabbt mot Nildeltat. De bysantinska garnisonerna var försvagade av krigen mot perserna och drog sig tillbaka till befästa städer där de höll ut, i vissa fall över ett år. Araberna fick snart förstärkningar och i april 641 intog de Alexandria. Bysantinerna organiserade en flotta med syfte att återta Egypten och lyckades återta Alexandria 645, men förlorade den åter till araberna året därpå. Den arabiska muslimska erövringen säkrades därmed, och nästan tusen år av grekisk-romerskt styre över Egypten gick till ända.
Lokalbefolkningen, de inhemska kristna kopterna utövade dock motstånd mot det arabiska styret ända in på 800-talet. Araberna införde en särskild skatt, jizya, på de kristna egyptierna. De fick status som dhimmi, icke-muslimska medborgare, och inga infödda egyptier fick gå med i armén. Under 600-talet kallade araberna ursprungsbefolkningen quft, ursprunget till ordet "kopt", och deras icke-chalcedonska kristna kyrka blev senare den koptisk-ortodoxa kyrkan.
Den egyptiska befolkningen blev gradvis alltmer arabiserad och islamiserad. Den ursprungliga egyptiska kulturen och språket överlevde dock bland de kristna kopterna som länge talade det koptiska språket som var direkt besläktat med demotiska (och i förlängningen fornegyptiskan) som talades under det romerska styret. Sedan 1700-talet har koptiska varit begränsat nästan helt till ett liturgiskt språk och har idag inte längre några modersmålstalare. Dagens kopter har dock fortfarande i hög grad en egyptisk snarare än arabisk nationell identitet.

## Administration och ekonomi

Farao avbildades oftast med sina symboler för kunglighet och makt.

Faraonerna var absoluta monarker i Egypten och hade, åtminstone teoretiskt sett, total kontroll över landet och dess resurser. Farao var både överbefälhavare och regeringschef med en omfattande administration under sig som styrde landet. Under sig hade farao en tjati, den ledande tjänstemannen i Egypten, som agerade som representant för farao och som organiserade jordeböcker, statskassan, byggnadsprojekt, rättsväsendet och de statliga arkiven. På regional nivå var landet uppdelad på upp till 42 administrativa områden som kallas nomoi (efter grekiska ordet för ”betesmark”) som leddes av en nomark som var ansvarig inför tjatin. De många templen var grunden för den fornegyptiska ekonomin. De var inte bara kultplatser utan även ansvariga för ett omfattande nätverk för lagring av spannmål och andra tillgångar som kom från skatter. Dessa bevakades av tillsynsmän som ansvarade för att de fördelades på korrekt sätt.
En stor del av ekonomin styrdes direkt av centralmakten. Egyptierna hade inte något myntsystem förrän under sentiden, utan använde en form av byteshandel med standardiserade mått för spannmålssäckar och måttenheten deben (cirka 91 g) för koppar eller silver. Löner betalades ut i spannmål: en vanlig arbetare kunde tjäna fem och en halv säck (cirka 200 kg) säd i månaden och en förman sju och en halv säck (250 kg). Priserna var fasta och desamma över hela landet för att underlätta handel; en skjorta kostade 5 deben koppar, en ko 140. Spannmål kunde bytas mot andra varor till fasta priser. Under 400-talet infördes mynt från andra länder. Till en början var det fråga om standardiserade bitar av ädelmetaller snarare än en riktig valuta, men under följande århundraden började internationella handelsmän förlita sig på myntenheter.

### Social status
Egypten var ett stratifierat samhälle där social status var en viktig markör. Merparten av befolkningen var jordbrukare, men avkastningen från deras arbete var under direkt kontroll av staten, tempelkulter eller den elit som ägde jorden. Jordbrukarna var också skyldiga att betala en skatt på arbete och att bidra med dagsverken för att underhålla konstbevattningssystem och tjänstgöra som arbetskraft i större byggnadsprojekt. Konstnärer och hantverkare hade högre status än jordbrukare, men var även de under statlig kontroll och arbetade i verkstäder som var knutna till templen och avlönades direkt från statskassan. Skrivare och ämbetsmän utgjorde överklassen, den så kallade ”vita kilt-klassen” eftersom de bar en sorts blekta linnekjortlar för att visa markera sin sociala ställning. Överklassen visade också sin status genom att agera som mecenater för konst och litteratur. Under överklassen i hierarkin var präster, läkare och ingenjörer med specialkunskap inom olika områden. Slaveri förekom i det forntida Egypten, men det är oklart i vilken omfattning.

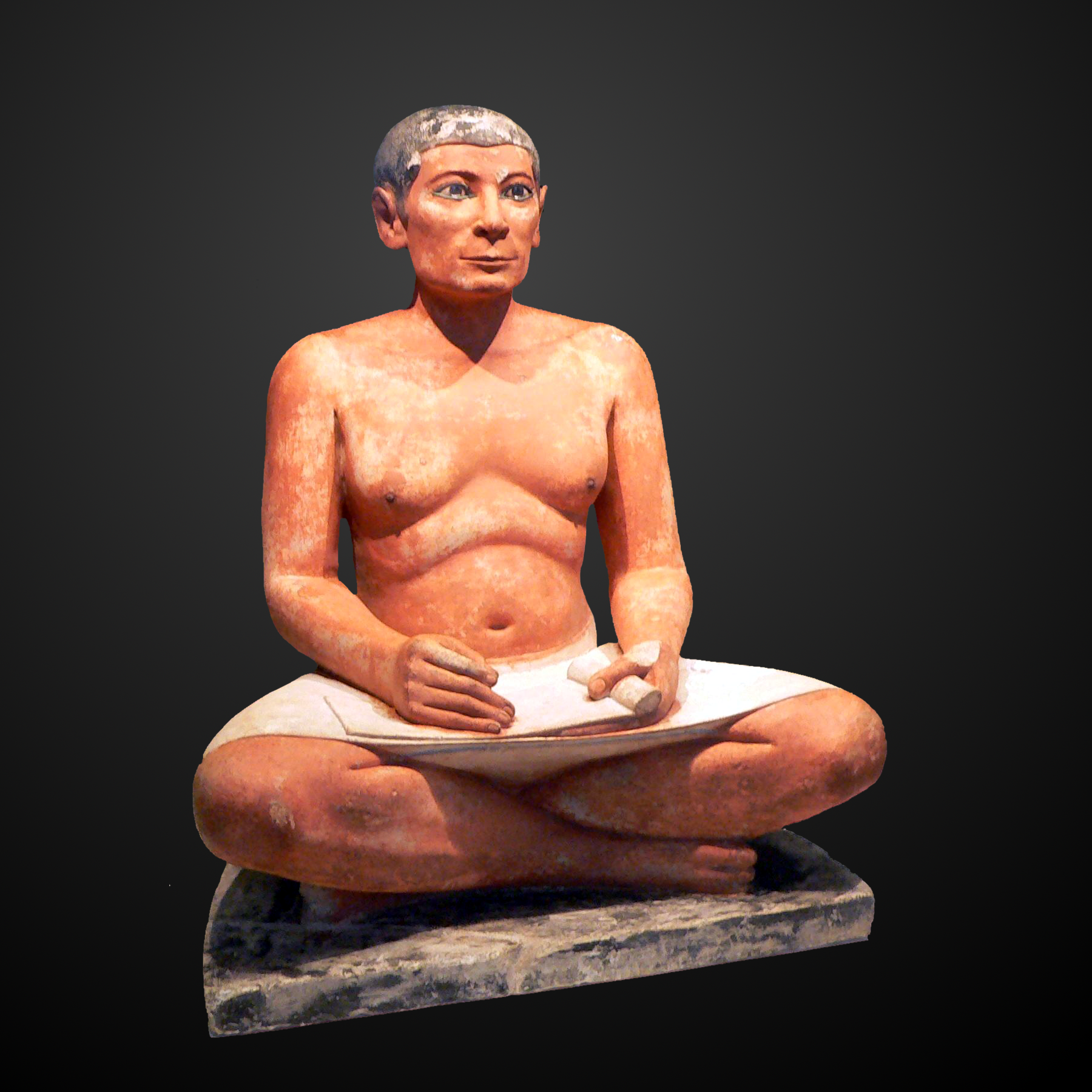
Kalkstensstaty av en skrivare, en högutbildad elit inom det egyptiska samhället. De utmätte skatt, upprättade handlingar och skötte administrationen.

Forntida egyptier såg på män och kvinnor oavsett klass, med undantag för slavar, som i stort sett lika inför lagen, och även den enklaste bonden ansågs ha rätt att föra fram klagomål inför tjatin för att få juridisk upprättelse. Både män och kvinnor kunde äga och sälja egendom, ingå kontrakt, gifta sig och skilja sig, ärva och driva rättsprocesser. Gifta par kunde äga egendom tillsammans och skydda sig mot eventuell skilsmässa genom äktenskapsförord som reglerade mannens skyldighet att försörja fru och barn om äktenskapet upphörde. I jämförelse med antikens Grekland, Rom och till och med vissa nutida samhällen hade egyptiska kvinnor stor frihet att bestämma över sina liv. Kvinnor som Hatshepsut och Kleopatra VI regerade som faraoner medan andra utövade makt i rollen som översteprästinnor för Amon. Egyptiska kvinnor hade dock sällan inflytande i den statliga byråkratin, spelade en underordnad roll inom tempelkulterna och hade sällan lika hög utbildning som män.

### Rättssystem
Överhuvud för det egyptiska rättssystemet var officiellt sett farao som var ansvarig för att utfärda lagar, skipa rättvisa och upprätthålla lag och ordning, ett system som fornegyptier kallade Ma'at. Inga lagtexter har bevarats men domstolshandlingar visar att egyptisk lag byggde på en pragmatisk syn på rätt och fel som betonade överenskommelser och konfliktlösning snarare än att strikt efterleva en viss uppsättning regler. Lokala råd som bestod av samhällsäldste, ”kenbet” i Nya riket, ansvarade för att lösa smärre tvister. Allvarligare brott som mord, större transaktioner av mark och gravplundring hänvisades till ett ”storkenbet” som tjatin eller farao översåg. Kärande och svarande förväntades försvara sig själva och svor en ed att de talade sanning. I vissa fall tog staten på sig rollen som både åklagare och domare och kunde tvinga fram bekännelser och namn på medbrottslingar med hjälp av tortyr . Beroende på om anklagelserna var triviala eller allvarliga dokumenterades anklagelsen, vittnesmålen och domen för att kunna användas som vägledning i framtiden.
Straffen för smärre brott var böter,  spöstraff, märkning i ansiktet eller bannlysning. Allvarliga brott, som mord eller gravplundring, straffades med avrättning genom halshuggning, dränkning eller att bli spetsad på en påle. Straff kunde ibland även utdömas mot förbrytarens familj. Under Nya riket började orakel få en viktig roll i rättsprocesserna, både vad gäller civila mål och brottmål. Under förhandlingarna tillfrågades en lämplig gud om en handling var rätt eller fel. Guden, som bars upp av präster i form av en avbild, gav sitt svar genom att välja någon av de två alternativen genom att röra sig fram eller tillbaka, eller genom att peka på en av svaren som var skrivet på en bit papyrus eller en ostrakon, en krukskärva med skrift på.

### Jordbruk

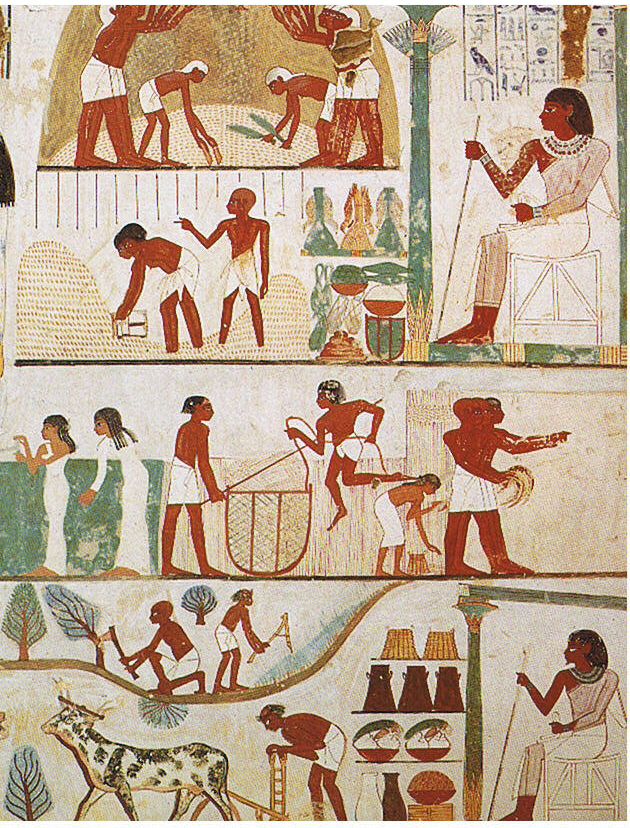
En gravmålning som avbildar arbetare som plöjer, skördar och tröskar under överseende av en förman.

En kombination av olika geografiska egenheter gjorde att den forntida egyptiska kulturen utvecklades och blomstrade inom en rad områden. De årliga översvämningarna av Nilen gjorde jordmånen kring floden och i Nildeltat exceptionellt bördig. Det egyptiska jordbruket kunde därför regelbundet producera ett överskott som gav resurser för att ägna sig åt utveckling av kultur, teknik och konst. Markskötsel var viktigt i det forntida Egypten eftersom skatter betalades efter den mängd mark en person ägde.
Jordbruket var helt beroende av Nilens årliga cykel. Egyptierna delade in cykeln i tre säsonger: ”Akhet” (översvämning), ”peret” (sådd) och ”shemu” (skörd). Översvämningarna varade från juni till september och lämnade efter sig ett lager av mineralrikt slam på flodbankerna och var utmärkt för odling. Efter att vattnet drog sig tillbaka sådde man och lät grödorna växa från oktober till februari. Bönderna plöjde och sådde frön i sina fält som man konstbevattnade med hjälp av diken och kanaler. Egypten hade inte mycket nederbörd så man var beroende av Nilen för att bevattna grödorna. Mellan mars och maj skördade bönderna med skära och tröskade med slaga för att skilja agnarna från säden. För att sålla bort agnarna vannades skörden genom att säden kastades upp i luften och vinden fick skilja ur de lättare agnarna. Säden maldes sedan till mjöl, bryggdes till en sorts öl eller lagrades i spannmålsmagasin.
De forntida egyptierna odlade emmervete och korn, samt en rad andra spannmålssorter som användes till att göra bröd och öl, de huvudsakliga livsmedlen. Lin odlades för fibrernas skull och skördades innan plantorna började blomma. Linfibrerna delades på längden och spanns till tråd för att tillverka linnelakan och kläder. Papyrus odlades längs Nilens stränder för att tillverka papper. Grönsaker och frukter odlades i trädgårdar i närheten av bebyggelse och på höglänt mark som vattnades för hand. Bland de vanligaste grönsakerna var lök, vitlök, meloner, squash, baljväxter och sallat. Även druvor odlades för att göra vin.

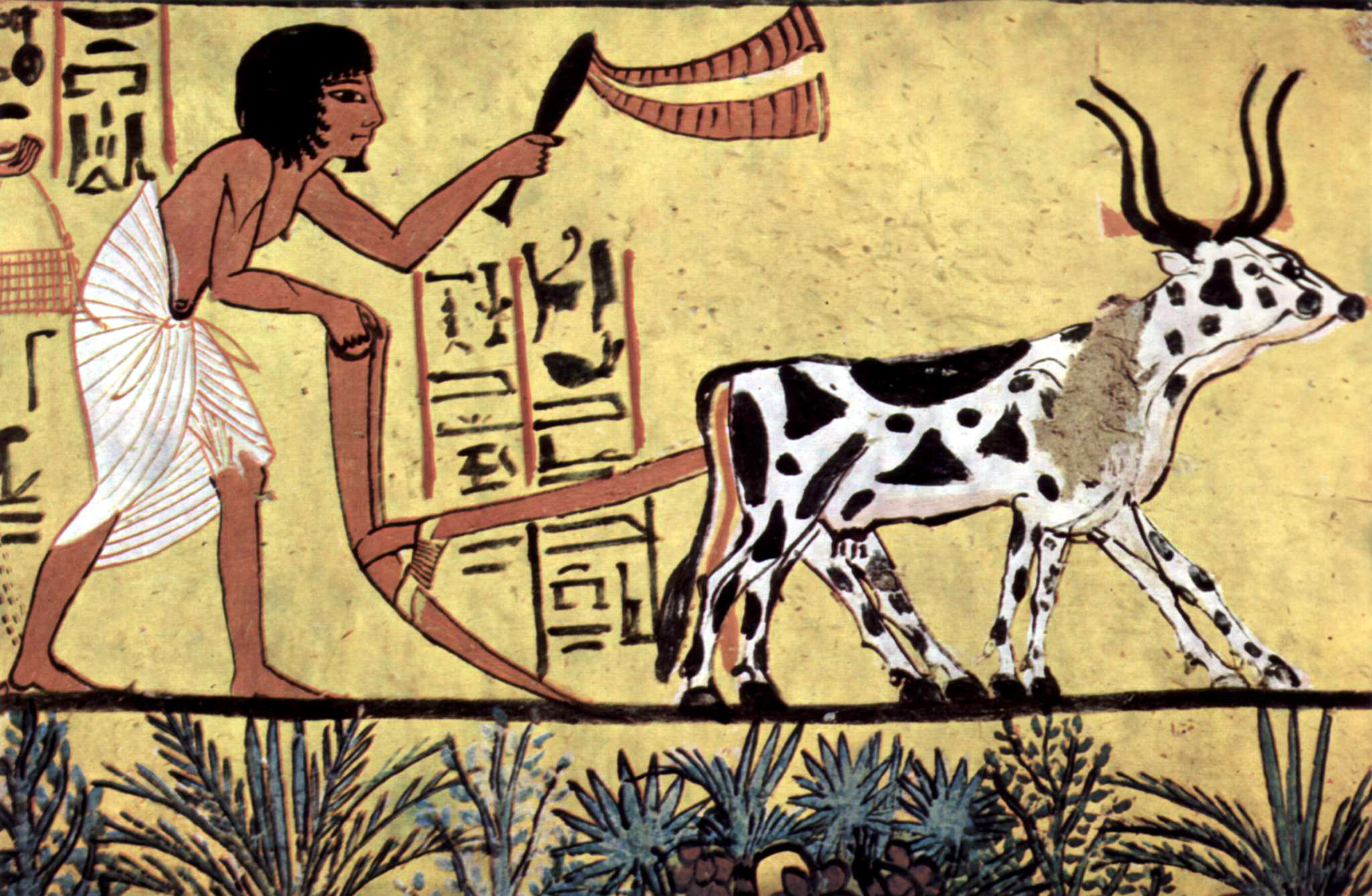
Hantverkaren Sennedjem lät sig själv bli avbildad i sin grav. Här plöjer han ett fält med hjälp av ett par oxar, djur som användes både som dragdjur och som föda.

#### Djurhållning
Egyptierna ansåg att ett balanserat förhållande mellan människor och djur var en viktig del av den kosmiska ordningen. Människor, djur och växter ansågs också vara del av en större helhet. Både vilda djur och tama djur var en viktig källa till andlighet, sällskap och livsmedel för de forntida egyptierna. Nötboskap var de viktigaste tamdjuren; nötkreatur beskattades vid de återkommande skattskrivningarna och storleken på hjordar som ägdes av gods eller tempel var ett mått på deras rikedom. Egyptierna höll sig med tamfåglar som änder och gäss, samt duvor som fångades med nät. Fåglar föddes upp av lantbrukare som ibland använde tvångsmatning med deg för att göda dem. Nilen var rik på fisk, och biodlingar förekom åtminstone från Gamla riket, och var en källa för såväl honung som bivax.
Forntida egyptier använde åsnor och oxar som arbetsdjur för att plöja sina fält och för att trampa ner säd i jorden. Slakt av gödda oxar var också en viktig del av offerritualer. Hästar infördes till Egypten av hyksos-folket under den Andra mellanperioden. Kameler användes som tamdjur redan under Nya riket, men som lastdjur inte förrän under sentiden. Det finns också belägg för att egyptierna använde sig av elefanter under en kort period under sentiden, men bruket övergavs snart eftersom det var ont om lämplig betesmark. Hundar, katter och apor var vanliga som sällskapsdjur, och vissa mer exotiska djur som lejon importerades ibland av härskarfamiljen. Den grekiske krönikören och historikern Herodotos beskrev egyptierna som det enda folk som höll sig med djur i bostäderna. Under fördynastisk tid och sentiden var det mycket populärt att tillbe gudarna i deras djurformer, till exempel kattgudinnan Bastet och ibisguden Thot, och både katter och ibisar föddes upp i stor skala som offergåvor.

### Naturresurser
Egypten har stora fyndigheter av sten som kan användas till byggnader och dekorationer samt koppar, bly, guld och halvädelstenar. Med dessa kunde egyptierna bygga monument, resa statyer, tillverka redskap och smycken. Balsamerare använde salter från Wadi El Natrun för att göra mumier, och det var också en källa för gips för att framställa puts och murbruk. Malmfyndigheter fanns i avlägsna wadier, uttorkade flodbäddar, i den Arabiska öknen och på Sinaihalvön, men krävde att centralmakten organiserade och finansierade exploatering. Det fanns stora guldgruvor i Nubien i söder, och en av de första kända kartorna anger läget för en gruva i regionen. Wadi Hammamat var en rik källa för granit, gråvacka och guld. Flintsten var den första mineralen som samlades in för att tillverka verktyg; handyxor av flinta utgör de tidigaste beläggen för bebyggelse i Nildalen. Småbumlingar av flintastenen knackades noggrant till rätt form för att tillverka skärverktyg och pilspetsar som var hållbara och praktiska, och användes i stor utsträckning även efter att kopparverktyg började tillverkas. De forntida egyptierna var också en av de tidigaste samhällen som använde mineraler som svavel för att tillverka kosmetika.
Egyptierna bröt blyglans, en blyrik malm, vid Gebel Rosas som de tillverkade nätsänken, lod och figuriner av. Koppar var den vanligaste metallen för att framställa verktyg och framställdes från malakit som bröts i Sinai. Arbetare vaskade guld från sediment från alluviala avlagringar, eller genom den mer arbetsintensiva metoden att mala och vaska guldhaltigt kvartsit. Järnfyndigheter i södra Egypten utnyttjades också under senperioden. Egypten var rikt på stenfyndigheter som var väl lämpade för att bygga med. Forntida egyptier bröt kalksten längs hela Nildalen, granit vid Aswan, samt basalt och sandsten från wadier i öknen österut. Dekorativa mineraler som porfyr, gråvacka, alabaster och karniol fanns utspridda i den östra öknen och samlades redan innan den första dynastin. Under det ptolemaiska och romerska styret bedrevs gruvdrift efter smaragd vid Wadi Sikai och ametist i Wadi el-Hudi.

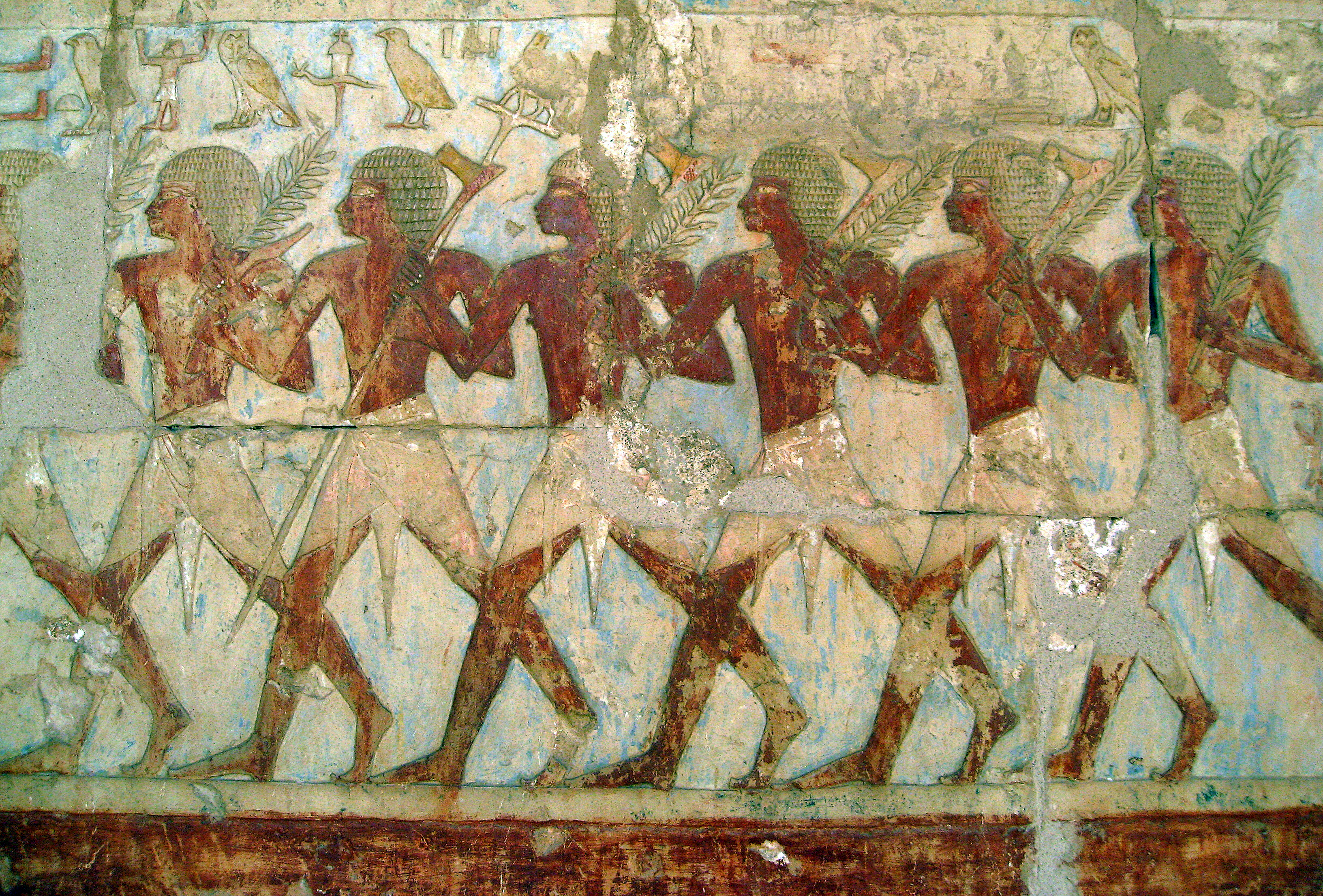
Avbildning av Hatshepsuts handelsexpedition till Punt.

### Handel
De forntida egyptierna bedrev handel med grannfolken för att få tillgång till sällsynta, exotiska varor. Under fördynastisk tid upprättades handelsrelationer med Nubien för att importera guld och rökelse och från gravar från första dynastin finns oljekrukor i palestinsk stil. En egyptisk handelskoloni upprättades strax innan första dynastin i södra Kanaan. Narmer lät tillverka lergods i egyptisk stil i Kanaan som sedan exporterades tillbaka till Egypten.
Senast runt andra dynastin handlade egyptierna med Byblos i Libanon som blev en viktig källa för timmer av hög kvalitet. Under femte dynastin importerades guld, aromatisk kåda, elfenben och vilda djur som småapor och babianer från Punt. Handel med Anatolien försåg Egypten med väsentliga mängder tenn och även koppar för att komplettera inhemska resurser. Båda metaller var huvudsakliga ingredienser för att tillverka brons. Egyptierna värderade den blåa stenen lapis lazuli högt och importerades från så långt bort som nutida Afghanistan. Runt Medelhavet bedrev Egypten handel med Grekland och Kreta som tillhandahöll bland annat olivolja. I utbyte mot lyxartiklar och viktiga råvaror exporterade Egypten säd, guld, linne och papyrus samt tillverkade föremål i glas eller sten.

## Språk
Huvudartikel: egyptiska
Egyptiska är ett nordligt afro-asiatiskt språk nära besläktat med berberspråken och semitiska språk.  Det är det näst äldsta dokumenterade språket efter sumeriska med skrifter bevarade från cirka 3200 f. Kr. fram till medeltiden och som talat språk ännu längre. Den forntida egyptiskan är indelat i fyra perioder: fornegyptiska, medelegyptiska (klassisk egyptiska), senegyptiska (demotiska) och koptiska. Egyptiska skrifter uppvisar inga dialektala skillnader innan koptiskan, men det fanns troligen regionala skillnader runt Memfis och senare i Thebe långt innan det fanns skriftliga belägg.
Fornegyptiska var ett syntetiskt språk för att senare bli analytiskt, det vill säga att det gick från att vara ett språk med betoning på att böja ord till att i högre grad uttrycka grammatik med hjälp av placering av ord i satser. Senegyptiskan utvecklade förled som betecknade bestämd och obestämd form, vilket ersatte äldre grammatiska ändelser. Grundordföljden ändrades från verb-subjekt-objekt till subjekt-verb-objekt. Hieroglyfer, hieratiska och demotiska var skriftspråk som senare ersattes av det koptiska alfabetet. Koptiska används fortfarande som liturgiskt språk i den koptiska ortodoxa kyrkan och det finns även spår av det kvar i egyptisk arabiska.

### Ljud och grammatik
Fornegyptiska hade 25 konsonanter i likhet med andra afro-asiatiska språk. Den hade tre vokaler som antingen kunde vara långa eller korta, men ökade senare till nio vokaler. Det typiska egyptiska grundordet, precis i semtiska språk eller berberspråk, bestod av en ordrot på tre eller två konsonanter eller halvkonsonanter. Ändelser lades till för att bilda nya ordformer. Verben böjdes i person (han, hon, den, etc). Till exempel så är roten S-Ḏ-M kärnan i ordet "höra".

Adjektiv bildades från substantiv genom en process som egyptologer kallar "nisbation", av nisba, en ändelse i arabisk grammatik som används för att bilda adjektiv. Ordföljden var predikat-subjekt i verb- och adjektivfraser och det omvända i substantiv- och adverbfraser. Subjektet kan flyttas från början av en mening om den är lång och följs av ett resumtiva pronomen, pronomen som pekar tillbaka till en menings subjekt. Verb och substantiv negerades med partikeln n (nn i adverb- och adjektivfraser). Betoning var på sista eller näst sista stavelsen. Egyptiska stavelser kunde vara antingen öppna (konsonant-vokal) eller stängda (konsonant-vokal-konsonant).

### Skriftspråk
Huvudartiklar: hieroglyfer och demotiska.

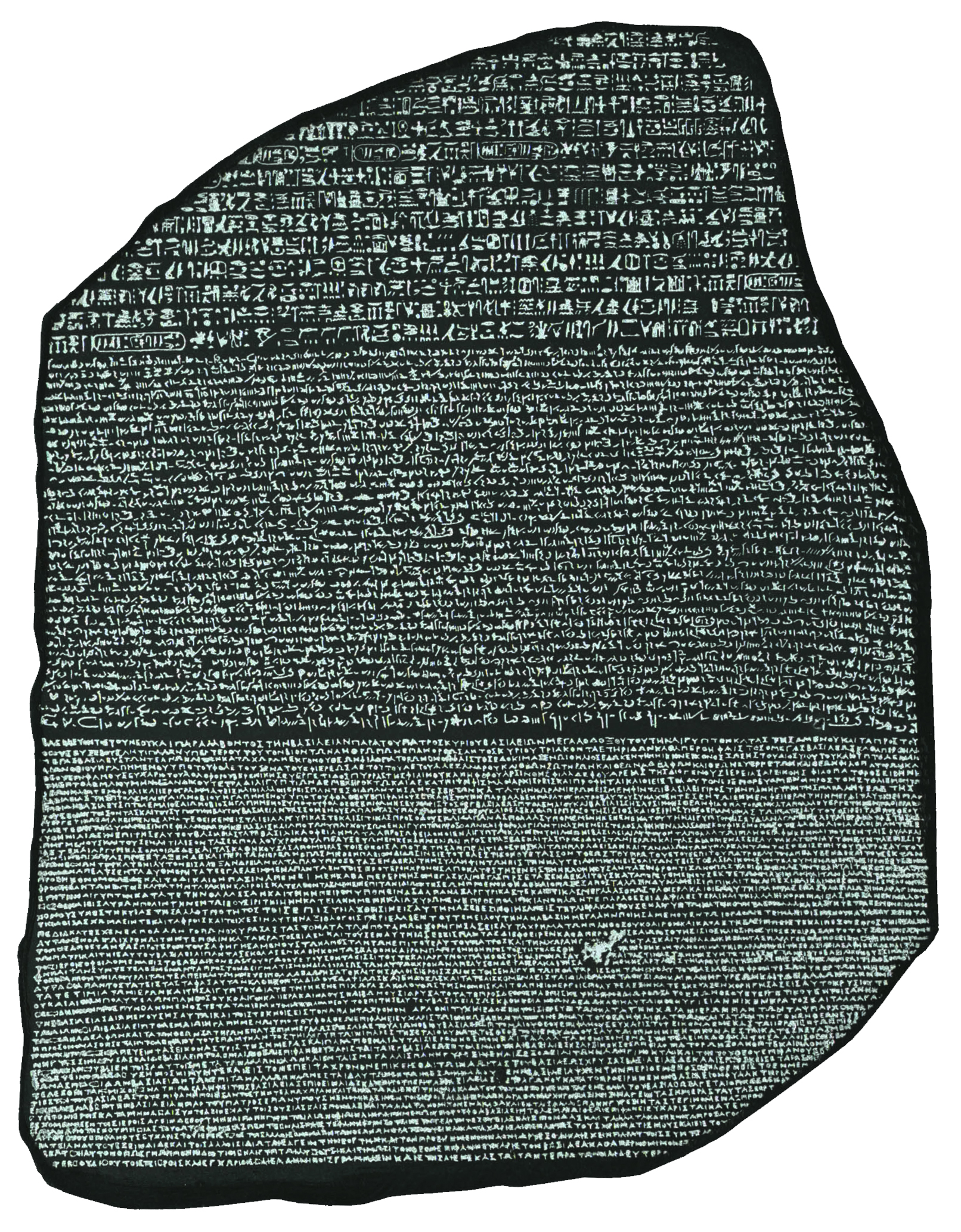
Rosettastenen från cirka 196 f. Kr. gjorde det möjligt för språkforskare att börja dechiffrera de egyptiska hieroglyferna.

Egyptiska hieroglyfer finns belagda från cirka 3000 f. Kr. och består av hundratals olika skrifttecken. En hieroglyf kan stå för ord, ljud eller ett ljudlöst determinativ (en hänvisning till ungefärlig betydelse för ett visst tecken). Hieroglyfer var ett formaliserad skriftspråk som användes på stenmonument och i gravar och kunde vara lika detaljerat som konstverk. I dagligt bruk använde skrivare en kursiv skrift, hieratiska, som var enklare och snabbare att hantera. Formella hieroglyfer skrevs både i kolumner och rader och både från vänster till höger och tvärtom (även det senare var vanligast) medan hieratisk alltid skrevs från höger till vänster, och oftast horisontellt. Ett nytt skriftspråk, demotiska blev eventuellt den vanligaste formen av skrift. På den kända Rosettastenen är det just demotiska tillsammans med formella hieroglyfer och grekiska som använts.
Runt första århundradet e.Kr. började det koptiska alfabetet användas vid sidan om demotiska. Det är en anpassad variant av det grekiska alfabetet med tillägg av några demotiska tecken. Formella hieroglyfer användes i ceremoniella syften fram till 300-talet e.Kr., men de kunde bara läsas av en handfull utbildade präster. Kunskapen om hieroglyfer försvann gradvis i och med att den äldre religionen övergavs. Försök att förstå hieroglyfer finns dokumenterat från både de bysantinska och islamiska perioderna i Egyptens historia, men det var först 1822 efter upptäckten av Rosettastenen och åratal av forskning av Thomas Young och Jean-François Champollion som de blev nästan helt dechiffrerade.

## Litteratur

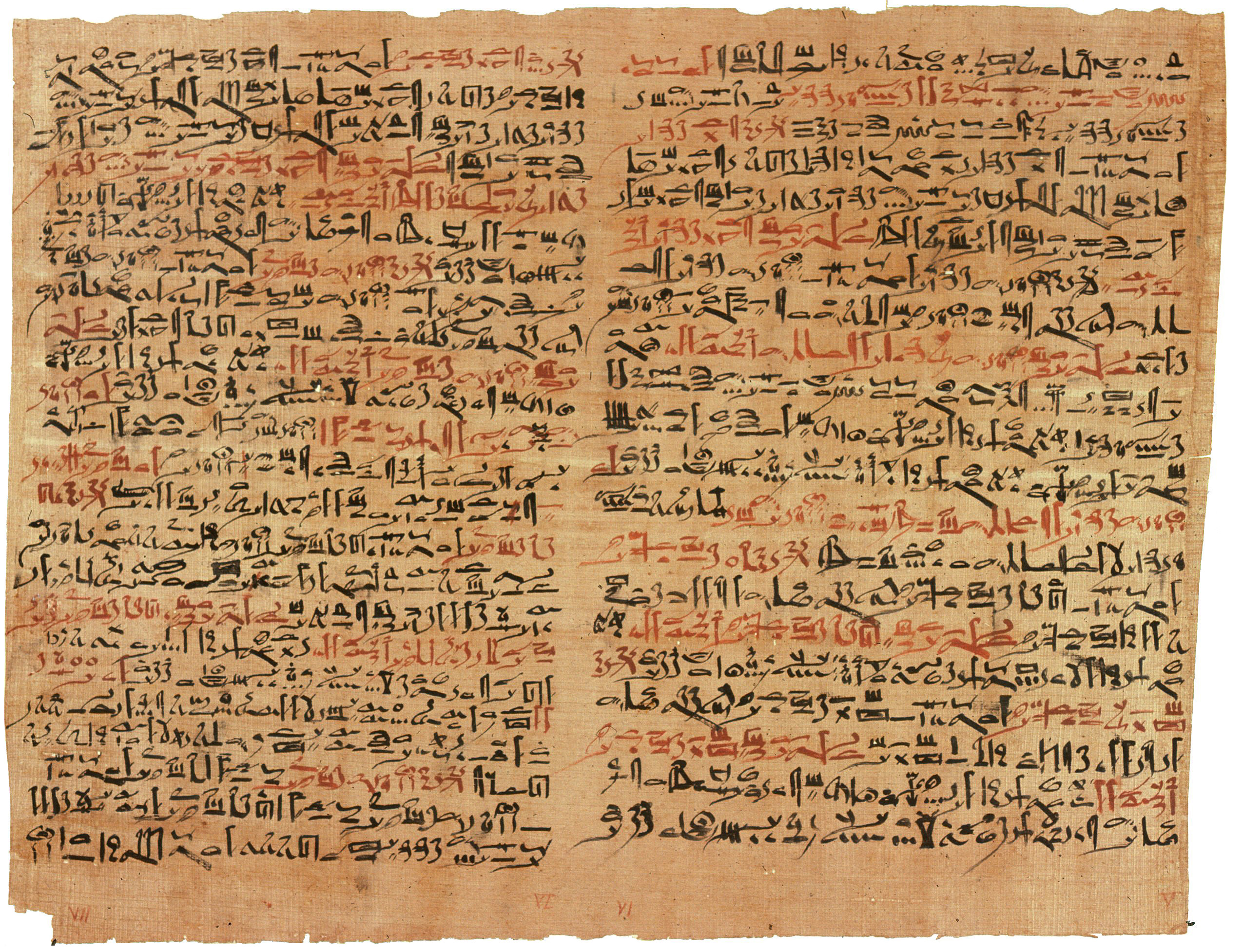
En sida ur Edwin Smith-papyrusen (1500-talet f. Kr.), en beskrivning av anatomi och medicinska behandlingar författad med hieratisk skrift.

## Kultur

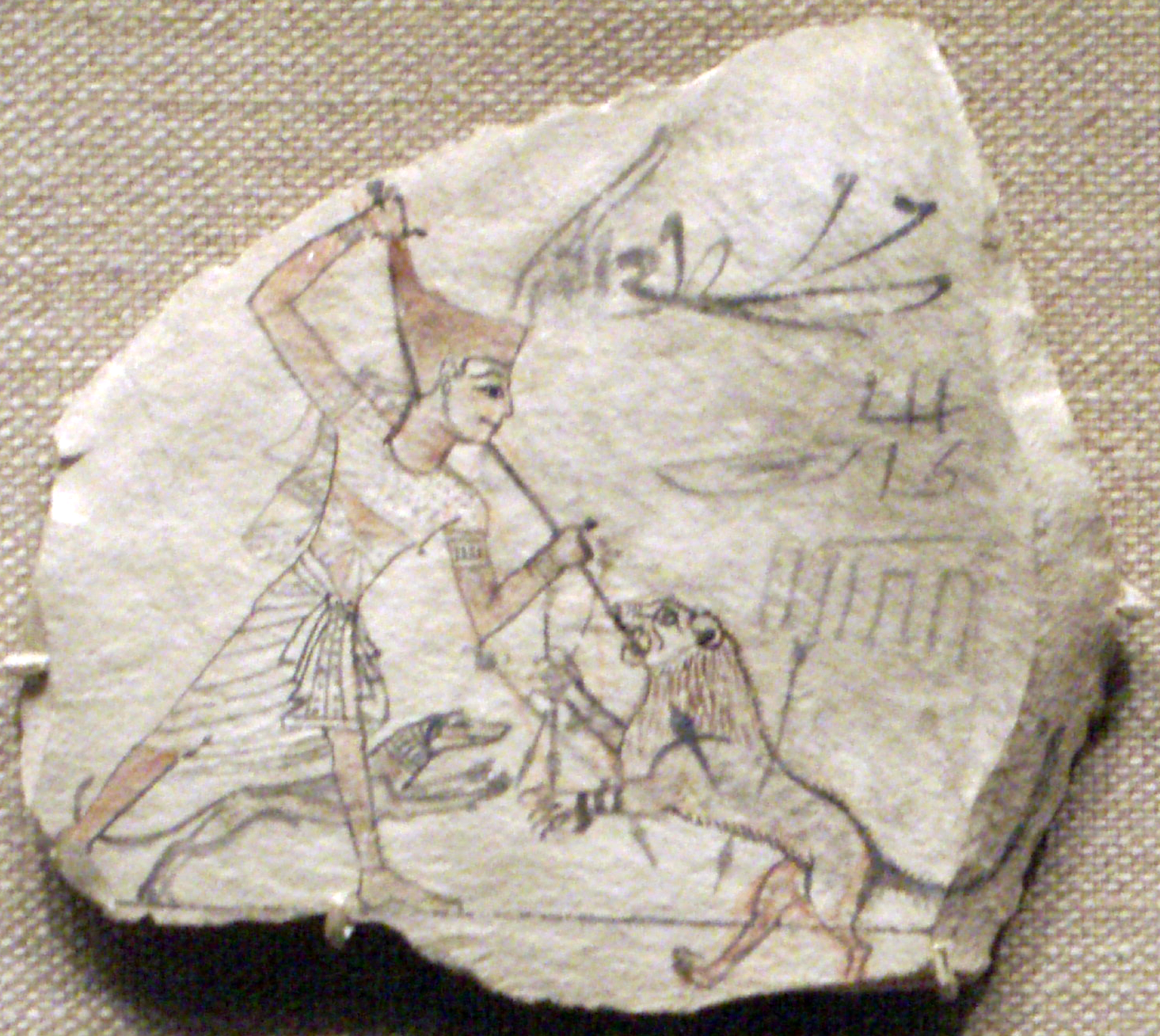
Ostrakon, krukskärva, som föreställer lejonjakt med spjut och hund.

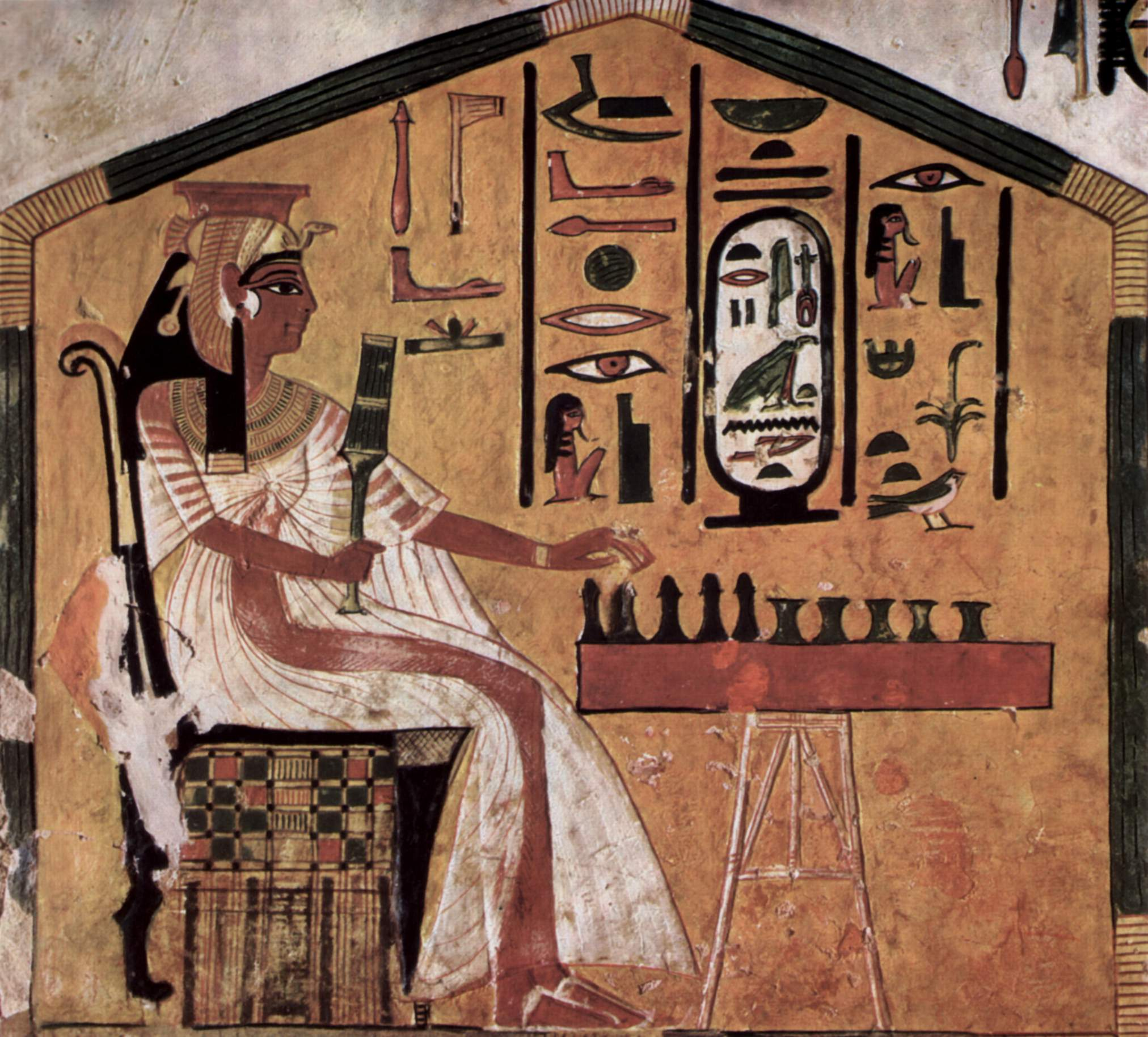
En illustration av ett parti senet, en av de äldsta brädspelen i världen. Målning från den egyptiska drottningen Nefertaris grav.

De flesta människorna i det forntida Egypten var jordbrukare som var bundna till den mark som livnärde dem. I deras hem bodde bara nära släktingar och husen var byggda i lertegel så att de höll sig svala i dagshettan. Varje hem hade ett kök med en eldstad med öppet tak för att leda ut rök. I köket fanns också en kvarnsten som användes för att mala säd till mjöl och en mindre ugn att baka bröd i. Väggarna var vitmålade och var ibland täckta med väggbonader av färgat lin. Golven täcktes med vassmattor och de typiska vardagsmöblerna bestod av träpallar, upphöjda sängar och bord.
De forntida egyptierna ansåg att det var viktigt med renlighet och att vårda sitt utseende. De flesta badade i Nilen och använde en mjuk tvål gjord på djurfett och krita. Män kunde raka sig över hela kroppen och parfymer och väldoftande salvor användes för att göra huden mjuk och väldoftande. Kläder tillverkades av enkla linnestycken som blektes vita, och både män och kvinnor inom överklassen bar peruker, smycken och använde kosmetika. Barn bar inga kläder innan de blev 12 år, den ålder då pojkar omskars och rakade sina huvuden. Mödrar ansvarade för att ta hand om barnen och mannen för att förse familjen med inkomst.

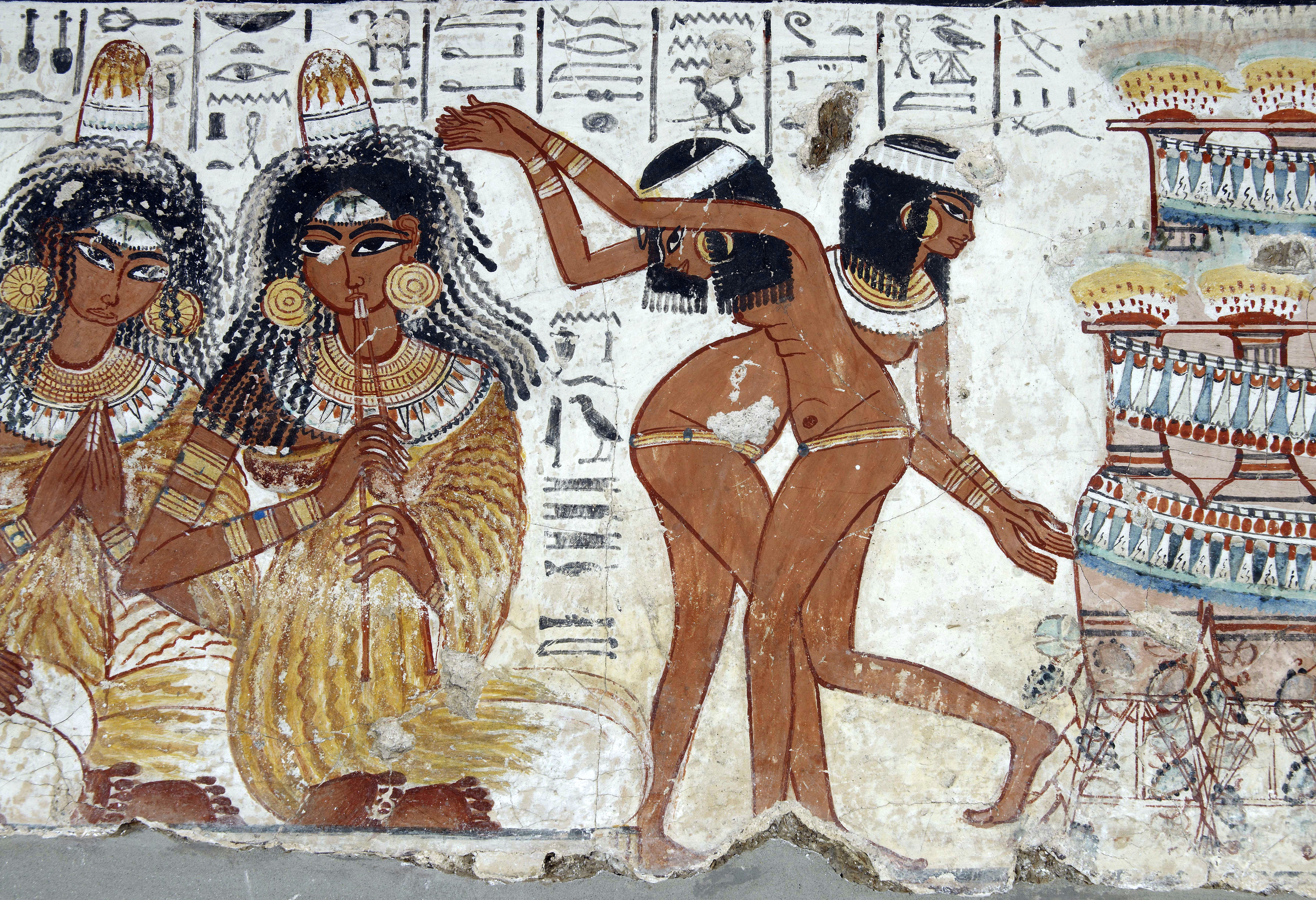
Forntida egyptier hade ett rikt kulturliv med helgtider och festivaler som firades med musik och dans.

Musik och dans var omtyckta nöjen för de som hade råd. Bland de tidigaste instrumenten fanns flöjter och harpor och senare blev trumpeter, en form av oboer och pipor blev senare populära. Under Nya riket spelade egyptierna musik med klockor, cymbaler, tamburiner, trummor och även lutor och lyror som importerades från Asien. Ett instrument som var särskilt viktigt under religiösa ceremonier var sistrum, ett skallerliknande instrument.
Det fanns även sällskapsspel i det forntida Egypten. Senet, ett brädspel där spelpjäserna flyttades enligt slumpen var mycket populärt under de tidiga perioderna. Ett annat var mehen som spelades på en rund skiva med ett spiralmönster. Barn som ägnade sig åt jonglering och bollspel och brottning finns avbildade vid en grav vid Beni Hasan uppförd mellan 2000- och 1600-talen f. Kr. Bland rika egyptier var jakt och båtfiske också populärt.
Den arkeologiska utgrävningen av arbetarbyn Deir el-Medineh ledde till en av de mest utförliga dokumentationerna av forntida socialt liv som omfattade nästan 400 år av socialhistoria. Det finns ingen annan utgrävningsplats där samhällsorganisation, samlevnad, arbete och vardagsliv har studerats så detaljerat.

### Mat och dryck
Egyptisk kosthållning var mycket stabil över tiden. Även modern egyptisk mat har många tydliga likheter med det som åts av forntida egyptier. Baslivsmedlen bestod av bröd och öl som kompletterades med grönsaker som lök och vitlök och frukter som dadlar och fikon. Vin och kött konsumerades av de flesta vid högtider, men var vanligt som vardagsmat inom överklassen. Fisk, kött och fågel kunde konserveras genom att saltas eller torkas och tillagades i grytor eller genom att grillas.

### Arkitektur

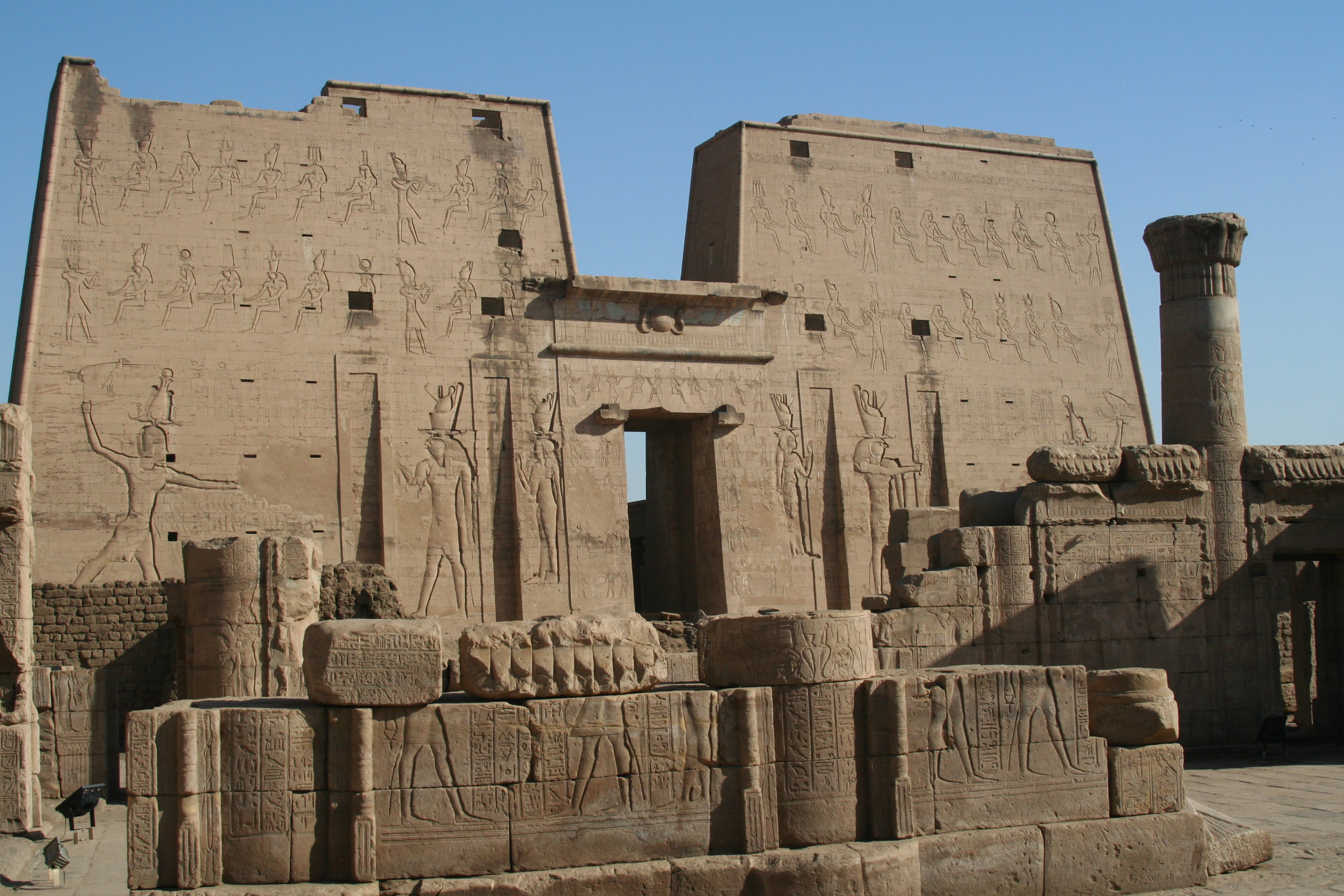
Horustemplet i Edfu, ett välbevarat exempel på forntida egyptisk arkitektur.

Det forntida Egyptens arkitektur omfattar några av världens mest kända byggnadsverk: pyramiderna i Giza och tempelkomplexet i Karnak. Byggnadsprojekt organiserades och finansierades av staten för religiösa syften och som minnesmärken, och samtidigt för att projicera faraos absoluta makt. Forntida egyptier hade skickliga byggare och ingenjörer. Med enkla men effektiva verktyg och mätinstrument kunde de bygga stora stenkonstruktioner med hög precision.
Både elitens och vanliga människors bostadshus byggdes i förgängliga material som lera, tegel och trä, och förstördes med tiden. Ett fåtal av elitens palats har bevarats i bland annat Malkata och Amarna, och har rikt smyckade väggar och golv med bilder på människor, fåglar, dammar, gudar och geometriska former. Viktiga officiella byggnader som tempel och gravar var avsedda att stå för alltid och byggdes i sten istället för med tegel. I en av världens första större stenbyggnader, Djosers gravkomplex, bärs dekorationer i form av papyrus och lotus av ett överstycke av sten som vilar på massiva kolonner.
De tidigaste bevarade egyptiska templen, bland annat i Giza, består av enkla salar med tak av tjocka stenplattor, uppburna av pelare. Under Nya riket tillkom även pyloner, öppna innergårdar och en hypostyler framför tempelhelgedomarna, en stil som var standard tills den grekisk-romerska perioden. Den tidigaste och mest använda gravkonstruktionen under Gamla riket var mastaban, en rektangulär byggnad i lertegel eller sten med platt tak, uppförd ovanpå en underjordisk gravkammare. Djosers trappyramid är i praktiken en rad mastabor i sten staplade ovanpå varandra. Pyramider byggdes under Gamla riket och Mellanriket som kungagravar, men senare faraoner valde istället att låta bygga sina sista viloplatser i mer undanskymda underjordiska gravkammare. Ett undantag till detta var 25:e dynastins faraoner som alla lät uppföra pyramider som gravmonument.

### Religion
Huvudartikel: Fornegyptisk religion

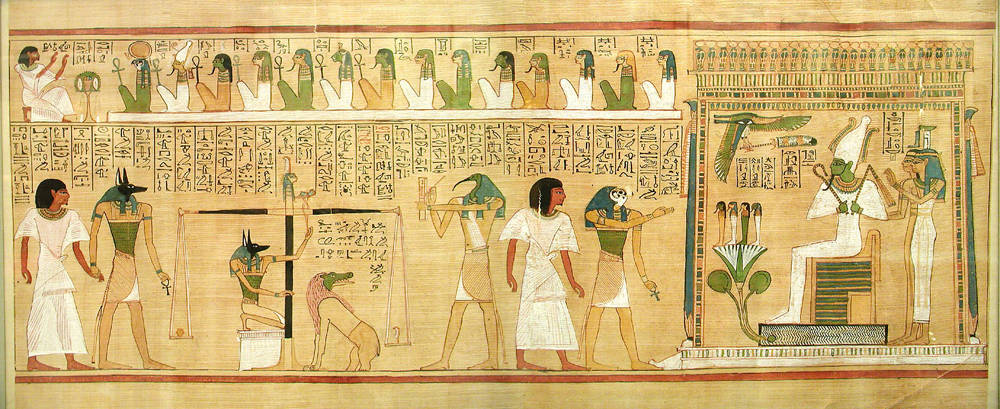
De dödas bok var en vägledning för den avlidnes resa genom efterlivet. Här ett exemplar från 19:e dynastin.

Tron på gudar och efterlivet var en central del av den forntida egyptiska civilisationen från dess uppkomst och faraonerna härskade med gudomlig rätt. De egyptiska gudarna ansågs ha övernaturliga krafter som frammanades för hjälp eller beskydd. Egyptierna ansåg att gudarna inte alltid var välvilliga och att de behövde blidkas med offergåvor och böner. Den stora uppsättningen av gudar förändrades ständigt genom att nya gudar tillkom och fick en högre status, men samtidigt gjorde prästerskapet inga försök att sammanställa och organisera de mångskiftande och ibland motsägelsefulla myterna till ett sammanhängande religiöst system. De olika föreställningarna om gudomlighet ansågs inte motstridiga utan snarare som olika lager i en mångbottnad verklighet.

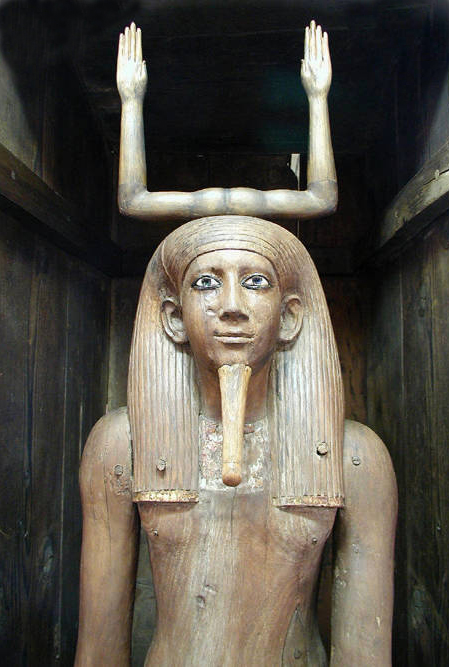
Den här typen av statyer tjänade som en fysisk plats för ka, den egyptiska föreställningen om själen.

Gudarna tillbads inom kulter vid tempel som sköttes av präster som var i faraos tjänst. Mittpunkten för templen var en helgedom med en kultstaty. Templen var inte avsedda för offentligheten eller en viss församling, utan det var bara under särskilda högtider som helgedomen och dess gudastaty visades upp för att tillbedjas av allmänheten. Vanligtvis var gudarnas särskilda tempelområde avskilt från världen utanför och bara tillgängligt för templets ämbetsmän och präster. Vanliga egyptier kunde tillbe statyer i sina egna hem och bar amuletter som skyddade dem mot onda, kaotiska krafter. Efter Nya riket tonades faraos roll som mellanhand mellan människor och andevärlden ned och religiösa vanor betonade individuell gudadyrkan. Det ledde till att prästerskapet utvecklade ett system med orakel som förmedlade gudarnas önskan direkt till vanliga människor.
Egyptierna trodde att alla människor bestod av fysiska och andliga delar eller aspekter. Utöver den fysiska kroppen hade varje individ en šwt, (skugga) och en ba (personlighet eller själ) en ka (livskraft) samt ett namn. Hjärtat, inte hjärnan, ansågs vara källan till både tankar och känslor. Efter döden släpptes en människas andliga aspekter fria och kunde röra sig fritt, men de behövde en permanent fysisk boning, till exempel en staty. Den dödes slutgiltiga mål var att återförenas med sin ka och ba och bli en av de ”välsignade döda” som levde vidare som akh, eller ”verksam”. För att detta skulle vara bli möjligt var den döde tvungen att bedömas som värdig vid en rättegång/prövning där hjärtat vägdes mot sanningens fjäder. Om den döde ansågs värdig kunde den fortsätta sin existens på jorden i andlig form.

### Konst
Huvudartikel: Konst i forntida Egypten

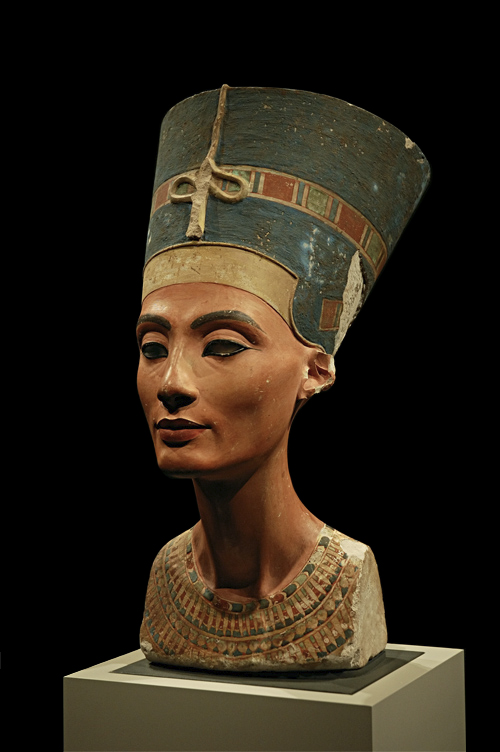
Den berömda bysten av Nefertiti (ca 1380-1331 f. Kr.) av skulptören Thutmosis, ett av de mest kända mästerverken inom forntida egyptisk konst.

Forntida egyptisk konst skapades för ha specifika funktioner. I över 3500 år följde egyptiska konstnärer och hantverkare den konstnärliga stil och den ikonografi som utvecklades under Gamla riket enligt strikta principer som var motståndskraftiga mot utländskt inflytande och inre omvälvningar. Stilen bestod av enkla linjer och former med färgfält som kombinerades med figurer utan några uttryck för rumsligt djup. De enkla dragen skapade en känsla av ordning och balans inom kompositionen. Bilder och inskriptioner vävdes tätt samman på väggar i gravar och tempel, sarkofager, stelar och statyer. Narmerpaletten är ett exempel där figurer kan läsas som både hieroglyfer och illustrationer. Tack vare de strikta reglerna för stilisering och symbolik var egyptisk konst ett effektivt verktyg för att förmedla politiska och religiösa budskap.
Statyer och reliefer höggs i sten, men även träsnideri förekom, eftersom det var billigare och lättare att bearbeta. Färg utvanns från mineraler som järnoxid (röd och gul ockra), kopparmalm (blått och grönt), sot och träkol (svart) och kalksten (vitt). Gummi arabicum användes som bindemedel och färgämnena pressades till kakor som fuktades med vatten innan de användes.
Faraoner lät avbilda segrar i krig, kungliga dekret och religiösa scener i form av reliefer. Vanliga egyptier kunde ofta beställa olika former av gravkonst, som ushabti-statyetter och så kallade dödböcker som ansågs skydda människor i efterlivet. Under Mellersta riket blev det vanligt med modeller av vardagsliv tillverkade i trä eller lera som gravgods. Modellerna utgjorde scener som avbildade det tänkta livet efter döden och föreställde arbetare, hus, båtar och till och med soldater i skalenliga modeller.
Trots att forntida egyptisk konst var mycket homogen förekom stilar under vissa perioder och på vissa platser som speglade förändringar i kultur eller politik. Efter invasionen av hyksos under Andra mellantiden målades fresker i minoisk stil i Avaris. En av de mest slående exempel på hur konstformer påverkades av politiska förändringar kommer från amarnaperioden under andra hälften av 18:e dynastin som följde på farao Akhenaten radikala dekret om monoteistiska religiösa påbud. Den stil som uppstod under amarnaperioden upphörde dock snabbt efter Akhenatens död och ersattes med traditionella konstformer.

### Gravtraditioner

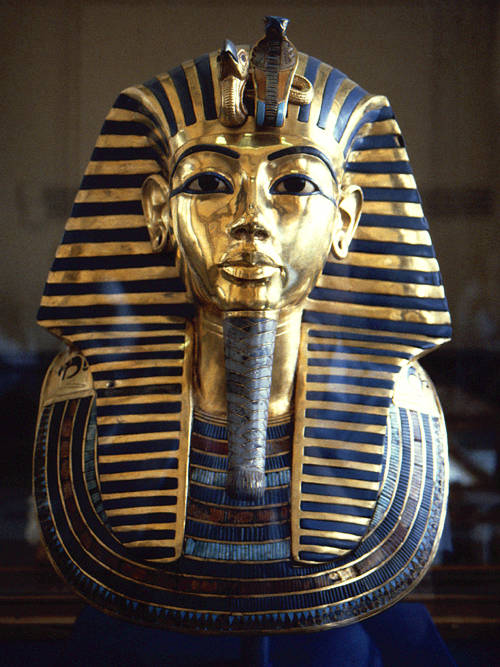
Faraoners gravar försågs med stora mängder skatter, som den här gyllene masken som prydde Tutankhamons mumie.

De forntida egyptierna hade ett komplext system för gravskick som ansågs nödvändiga för att säkra odödlighet efter döden. Enligt dessa sedvänjor skulle kroppen bevaras genom mumifiering, särskilda begravningsceremonier och förse den dödes grav med föremål som kunde användas i efterlivet. Innan Gamla riket lades lik i ökengravar där de bevarades naturligt genom uttorkning. Det torra ökenklimatet gjorde det lätt att bevara döda kroppar, även för de som inte hade råd med elitens avancerade ritualer och balsamering. Rika egyptier började begrava sina döda i gravkammare i sten och tillämpa mumifiering på konstgjord väg. De inre organen togs ut, kroppen lindades i linne och lades i rektangulära stensarkofager eller träkistor. Någon gång under fjärde dynastin började även vissa organ förvaras i särskilda kärl, kanoper.

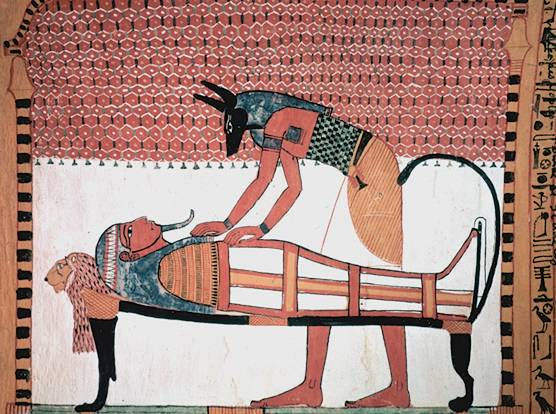
Anubis var den egyptiska guden som förknippades med mumifiering och begravningsritualer. I den här avbildningen behandlar han ämbetsmannen Sennedjems mumie (19:e dynastin).

Under Nya riket hade mumifieringstekniken fulländats. Den bästa metoden tog 70 dagar och innebar att de inre organen togs ut, hjärnan tömdes ut genom näsan och kroppen torkades med salter. Kroppen lindades sedan i linne tillsammans med skyddande amuletter mellan linnelagren och lades i en utsmyckad kista som var formad efter kroppskonturerna. Mumier under Sentiden lades ibland även i målade mumiefodral gjorda av en sorts papp. Bruket med balsamering avtog under det ptolemaiska och romerska styret, och större vikt lades vid mumiens yttre, som utsmyckades.
Rika egyptier begravdes med betydande mängder lyxföremål än vanliga egyptier, men oavsett social status fick alla som begravdes med sig föremål i graven. Från Nya riket och framåt började dödböcker ingå i gravgodset tillsammans med ushabti, figurer och statyer som föreställde människor i arbete som ansågs kunna tjäna de döda i efterlivet. I samband med begravningar genomfördes ritualer som återuppväckte den döde genom magi. Efter begravningen förväntades efterlevande släktingar att komma med mat till graven och tillägna böner till den döde.

## Teknologi och vetenskap

### Läkekonst

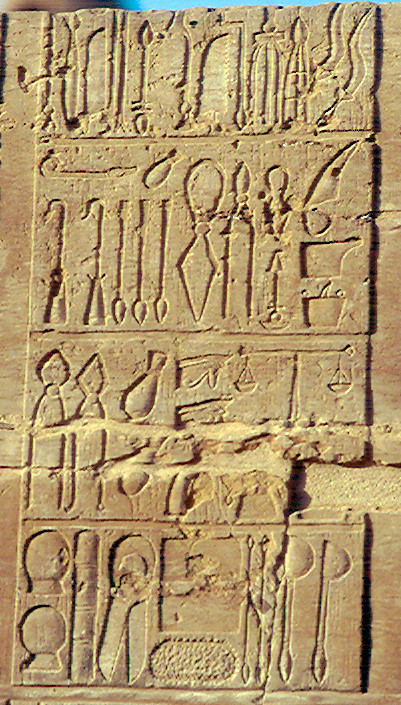
Forntida egyptiska medicinska instrument avbildade i en inskription från ptolemaiska perioden på templet i Kom Ombo.

De medicinska problem som drabbade de forntida egyptierna orsakades av den miljö de levde i. Att leva och arbeta vid Nilen ledde till risk att drabbas av malaria eller parasitsjukdomen snäckfeber som ledde till skador på lever och tarmar. Farliga djur som krokodiler och flodhästar var också ett hot. Det livslånga slitet i jordbruket ledde till förslitningar på rygg och leder och arbetsolyckor vid byggprojekt kunde leda till allvarliga skador. Grus och sand som blandades med det stenmalda mjölet ledde till kraftigt nedslitna tänder (även om karies var sällsynt).
Elitens mat innehöll mycket sockerarter, något som ledde till parodontit, tandlossning. Trots de vackra kropparna som avbildades i gravar var många inom överklassen märkta av ett ohälsosamt liv i överflöd. Den förväntade medellivslängden för vuxna var runt 35 för män och 30 för kvinnor, och bara ungefär en tredjedel av befolkningen nådde inte ens vuxen ålder utan dog som barn.
Egyptiska läkare var kända för sin skicklighet runtom i forntida Mellanöstern. Vissa av de, bland annat universalgeniet Imhotep, förblev kända namn även långt efter sin död. Den grekiske historikern Herodotos skrev att det fanns en hög grad av specialisering bland egyptiska läkare; vissa fokuserade på huvudåkommor eller magproblem, medan andra var ögon- eller tandläkare. Att utbilda sig till läkare skedde vid ett Per Ankh, "livets hus". Det mesta kända av dessa lärosäten fanns i Per-Bastet under Nya riket i Abydos och Sais under Sentiden. Medicinska papyrusar har dokumenterat empiriskt grundad kunskap om anatomi, olika typer av skador samt praktiska behandlingar av åkommor.
Sår behandlades genom att de förbands med rått kött, vitt linne, suturer, nät, vaddering och svabbar blötta i honung för att motverka infektion, och opium användes för att lindra smärta. Lök och vitlök användes för att främja god hälsa och ansågs lindra symtom på astma. Egyptiska kirurger kunde sy igen sår, fixera brutna ben och amputera sjuka lemmar, men hade också kunskap om att vissa skador kunde vara så allvarliga att de bara kunde göra det bästa för att minska en patients lidande innan döden.

### Fajans och glas

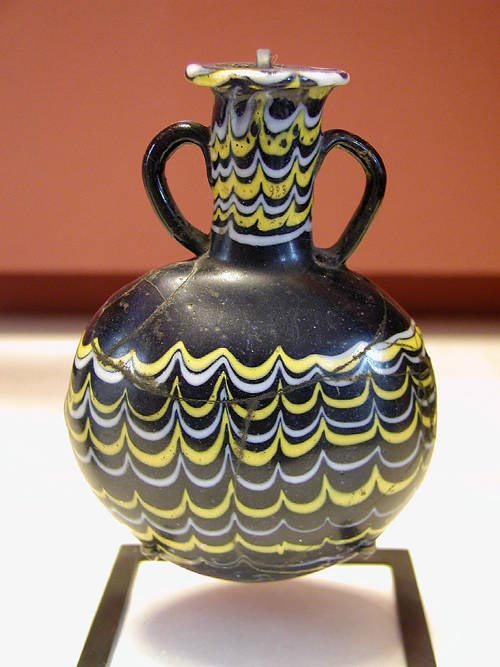
Glastillverkning var en högt utvecklad konst i Egypten. Ett exempel är det här kruset från Nya riket.

Redan innan Gamla riket hade egyptierna utvecklat ett glasartat material som kallas egyptisk fajans som betraktades som en sorts konstgjord halvädelsten. Fajans är egentligen en sorts stengods som består av kiseldioxid, små mängder kalk och soda samt ett färgämne, oftast koppar. Den egyptiska fajansen användes för att tillverka pärlor, kakel, figuriner och mindre bruksföremål. Det finns flera sätt att framställa fajans, men tillverkningen gick oftast till så att malda ingredienser applicerades som en pasta över en lergodskärna, som sedan brändes i ugn. En liknande teknik användes för att framställa ett färgpigment som kallas egyptisk blå som framställs genom sintring, en form av sammansmältning av kiseldioxid, koppar, kalk samt en bas, till exempel natron.
De forntida egyptierna tillverkade en rad olika glasföremål av hög kvalitet, men det är inte känt om de uppfann tillverkningsprocesserna självständigt eller med hjälp från andra kulturer. Det är också oklart om de framställde råglas själva eller importerade det. Det står dock klart att de hade hög teknisk skicklighet vad gäller att framställa glasföremål och tillsatte på egen hand spårämnen för att få fram en stor variation av färgnyanser, bland annat gult, rött, grönt, blått, lila och vitt, och de kunde göra glaset antingen genomskinligt eller opakt.

### Skeppsbyggnad
Redan under tidig dynastisk tid, cirka 3000 f. Kr., hade egyptierna utvecklat skrovkonstruktioner som bestod av träplankor. En samling på 14 båtar som grävdes fram vid [Abydos år 2000 anses vara de äldsta skeppskonstruktioner som någonsin hittats. Skroven bestod av träplankor som fogats samman med vävda rep och med papyrus eller gräs för att täta skarvarna mellan brädorna. De flesta var troligen tillägnade farao Khasekhemwy (död 2686), men en av båtarna tidsbestämdes till 3000 f. Kr. och tros ha tillhört en tidigare farao, möjligtvis Hor-Aha, den första dynastins andra farao.
Egyptierna hade tidigast 2500 f. Kr. börjat även använda dymlingar, träpluggar, för att foga samman brädor till skrov och tätade med beck för att vattentäta skeppsskrov. Det nästan 44 m långa "Khufuskeppet" som hittades bredvid Cheopspyramiden i Giza, är ett välbevarat och så gott som fullständigt exemplar av ett fartyg från fjärde dynastin, cirka 2613–2494 f. Kr. Det anses ha tjänat en symbolisk funktion som ett ”solskepp”, ett fartyg som förde solen fram över himlavalvet. Egyptierna behärskade även tidigt tappkonstruktion för sammanfogande av brädor. Trots att forntida egyptier kunde konstruera stora fartyg för att segla på Nilen så behärskade de inte sjöfärd på öppet hav, och ägnade sig inte åt längre upptäcktsfärder eller handelsresor i Medelhavet eller utanför Röda havet.

### Matematik
De första dokumenterade matematiska beräkningarna kommer från den fördynastiska naqadaperioden och innehåller ett fullt utvecklat talsystem. Hur viktigt matematik var för en bildad egyptier antyds i ett fiktivt brev från Nya riket, där författaren föreslår en kunskapstävling mellan sig själv och en annan skrivare gällande vardagsmatematik som att beräkna landområden, arbetsåtgång och spannmål. Matematiska papyrustexter har avslöjat att forntida egyptier behärskade de fyra grundläggande räknesätten (addition, subtraktion, multiplikation och division) och använde sig av bråk. De kunde bestämma volymen för både lådor och pyramider, och beräknade ytan för rektanglar, trianglar och cirklar. De hade förståelse för grundläggande begrepp inom algebra och geometri och kunde lösa enklare ekvationssystem.
Den matematiska notationen var decimal med enskilda hieroglyfer för varje potens från tio upp till en miljon. Hieroglyferna kunde upprepas så många gånger som det behövdes för att få ihop ett visst tal. För att skriva talen 80 eller 800 skrevs symbolen för 10 respektive 100 åtta gånger. Eftersom egyptiernas metod för beräkningar inte kunde hantera de flesta bråk med en täljare högre än 1 var de tvungna att skriva dessa som summan av flera olika bråktal. Till exempel skrevs 2/5 som summan av 1/3 och 1/15. För att hantera de olika kombinationerna fanns särskilda tabeller. Vissa vanliga bråktal skrevs med särskilda hieroglyfer, bland annat 2/3.
Matematiker i det forntida Egypten förstod de underliggande principerna i Pythagoras sats, och visste till exempel att en triangel hade en rät vinkel mittemot hypotenusan när dess sidor hade ett förhållande av 3:4:5. De kunde uppskatta arean för en cirkel genom att subtrahera 1/9 från dess diameter och upphöja differensen i två:
Area ≈ [(8⁄9)D]2 = (256⁄81)r 2 ≈ 3.16r 2,
Resultatet blev en rimlig uppskattning av: π r 2.
Gyllene snittet verkar finnas närvarande i många egyptiska byggnadsverk, bland annat pyramiderna, men det är möjligt att det var ett oförutsett resultat av bruket att mäta upp avstånd med repknutar i kombination med känsla för harmoniska proportioner.

## Militärmakt

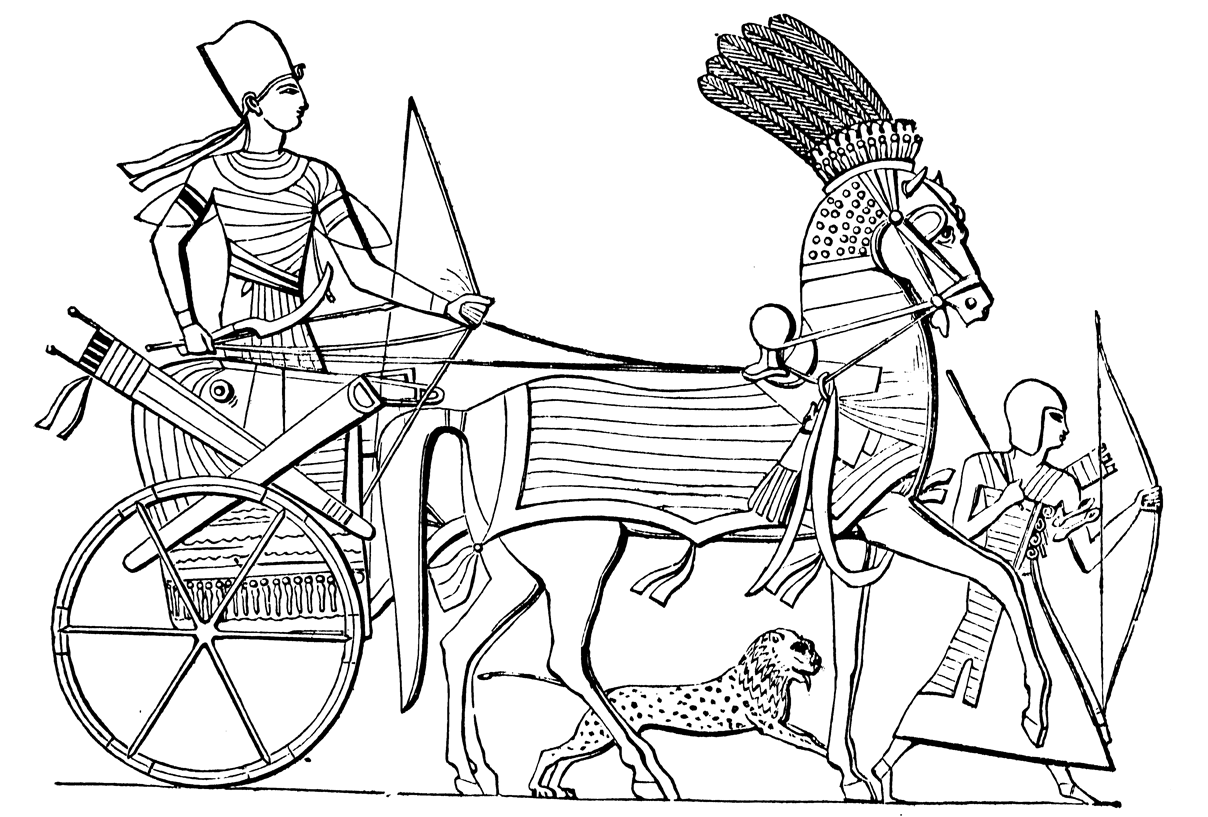
En egyptisk stridsvagn.

Det forntida Egyptens militär bidrog till att försvara landet och projicera faraonernas makt runtom i regionen. Armén försvarade gruvdriften i Sinai under Gamla riket och stred i de inbördeskrig som rasade under första och andra mellanperioderna. Krigsmakten byggde och underhöll fästningar längs viktiga handelsvägar, bland annat vid staden Buhen på handelsrutten till Nubien. Fästningar byggdes också som militärbaser, bland annat vid Sile, som fungerade som utgångspunkt för expeditioner till Levanten. Under Nya riket upprätthöll faraoner stående arméer för att kunna invadera och erövra riket Kush och delar av Levanten.
De vanligaste vapnen var pilbåge, spjut och sköldar med rundad överkant som bestod av läder som spänts över en trästomme. Under Nya riket började egyptierna använda stridsvagnar som de invaderande hyksos fört med sig. Vapen och skydd utvecklades också i och med att brons blev tillgängligt: sköldar tillverkas senare helt i trä med en buckla i brons, spjuten fick bronsspetsar och en sorts krokformade svärd, khopesh, infördes efter asiatiskt modell. Faraoner framställdes oftast i bild och text som militära ledare, och det är troligt att åtminstone några faraoner, som Seqenenre Tao II och hans söner, också gjorde det. Det är dock oklart om de faktiskt deltog i strid. Soldater rekryterades från allmänheten, men från och med Nya riket blev det vanligt att legosoldater från Nubien, Kush och Libyen anlitades för de egyptiska fälttågen.

## Kulturarv

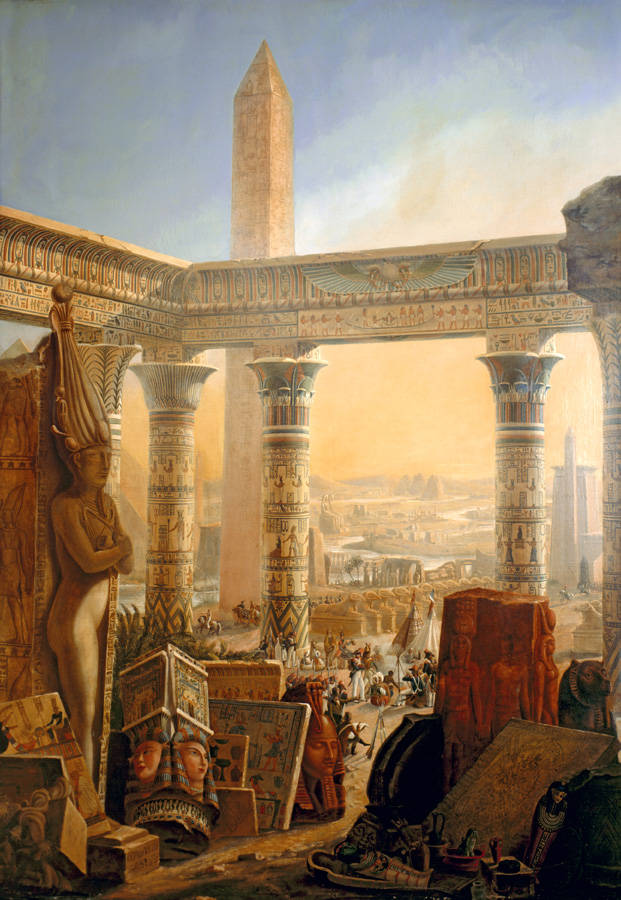
Frontespis till Description de l'Égypte som publicerades i 38 volymer mellan 1809 och 1829.

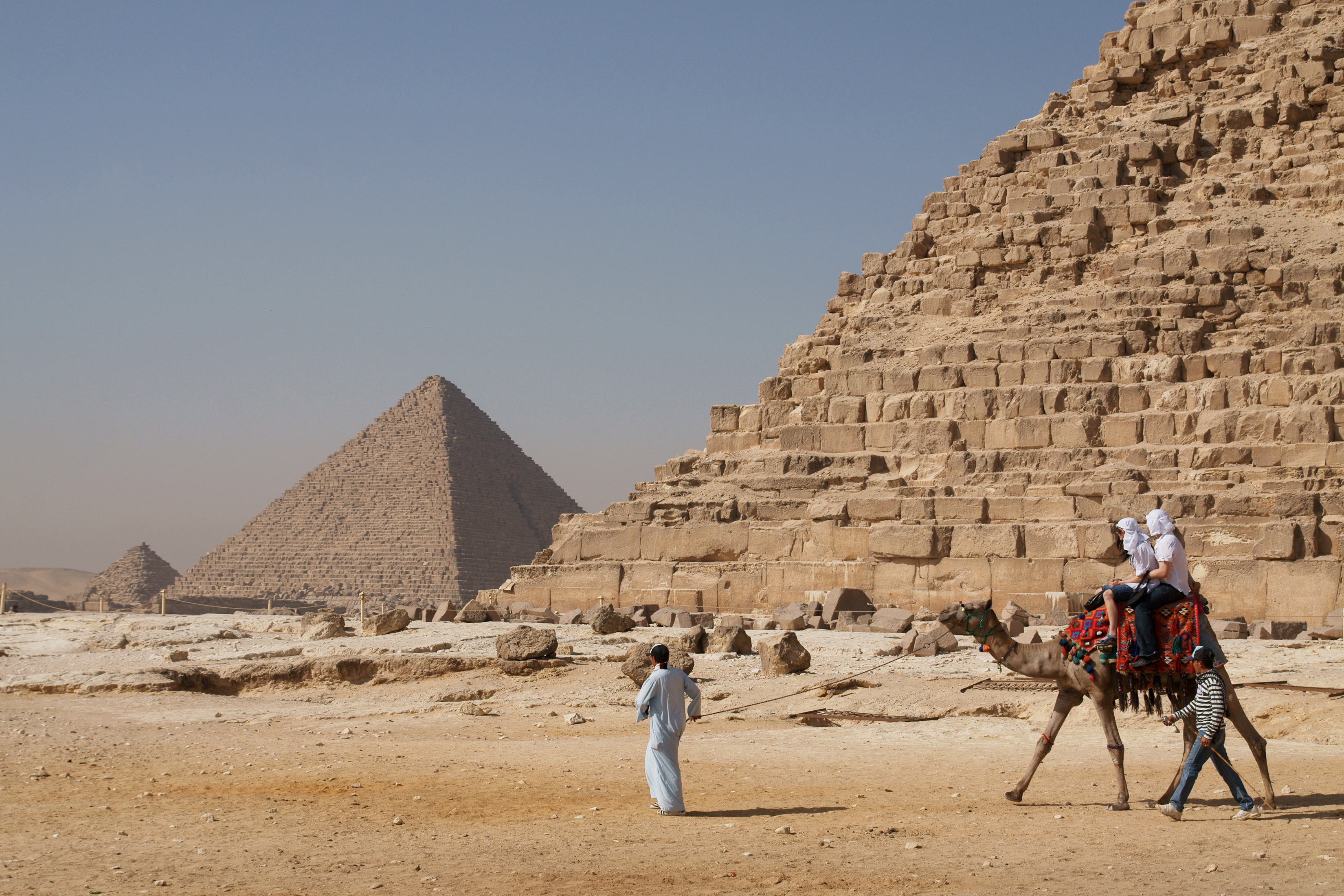
Turister på kamel framför pyramiderna i Giza.

Det forntida Egyptens kultur och monument skapade ett varaktigt kulturellt arv. Redan under antiken blev kulten tillägnad gudinnan Isis populär i romerska riket; obelisker tillägnades henne och andra reliker forslades till Rom av hemvändande arméer. Romarna importerade även byggnadsmaterial från Egypten så att de kunde uppföra monument och byggnadsverk i egyptisk stil. Antika historiker som Herodotos, Strabon och Diodorus Siculus studerade redan i ett tidigt skede egyptisk historia och beskrev den i sina verk. Därmed förmedlade de också en bild till de senare romarna om Egypten som ett mystiskt och gåtfullt land.
Efter kristendomens och islams etablering i Egypten försvann den äldre religionen gradvis, men landets historia fortsatte att väcka intresse genom verk av arabiska krönikörer som Dhul-Nun al-Misri (796–859) och al-Maqrizi (1364–1442). På 1600- och 1700-talet tog europeiska resenärer med sig antikviteter hem från Egypten och publicerade reseskildringar om sina upplevelser där. Det ledde till en våg av så kallad egyptomani över hela Europa. Det nyväckta intresset ledde till att samlare reste till Egypten och stal, köpte eller fick värdefulla antikviteter som gåvor.
Den europeiska koloniseringen av Egypten på 1800-talet raserade mycket av landets historiska arv, men hade också vissa positiva resultat. I samband med Napoleons fälttåg 1798–1801 förde han med sig 150 vetenskapsmän och konstnärer som studerade och dokumenterade den egyptiska naturhistorien, vilket senare publicerades i serien Description de l'Égypte om sammanlagt 50 volymer. Expeditionen blev den första moderna vetenskapliga studien av Egypten och lade grunden för egyptologin som akademiskt ämne.
Under 1900-talet blev både Egyptens regering och arkeologer eniga om att framtida arkeologiska utgrävningar skulle ske med respekt för landets kulturarv. Supreme Council of Antiquities ("högsta rådet för antikviteter") övervakar och ska godkänna alla utgrävningar i Egypten, vilket idag sker i vetenskapligt syfte snarare än för att jaga skatter. Rådet fungerar också som övervakande organ för museum och restaurering av monument med syfte att bevara Egyptens historiska arv.